# Wadsworth Atheneum
Wadsworth Atheneum (pełna nazwa: Wadsworth Atheneum Museum of Art) – muzeum sztuki w Hartford (stan Connecticut). Założone w 1842 w Hartford przez miejscowego podróżnika, artystę-amatora i architekta Daniela Wadswortha jest najstarszym publicznym muzeum sztuki w Stanach Zjednoczonych i największym w stanie Connecticut.
W zbiorach muzeum znajduje się prawie 50 000 dzieł obejmujących 5 000 lat historii sztuki, w tym: sztukę antyczną (grecką i rzymską), europejskie rzemiosło artystyczne, obrazy epoki baroku i surrealizmu, zbiór pejzaży artystów Hudson River School, obrazy europejskich i amerykańskich impresjonistów, dzieła epoki modernizmu, rysunki, grafikę i tekstylia, kolekcję rewolwerów Samuela Colta, sztukę Afryki i dzieła sztuki współczesnej. Kolekcja obrazów malarzy Hudson River School w zbiorach Wadsworth Atheneum jest największa na świecie.
Historyczny budynek muzeum został w 1970 roku wpisany na listę zabytków USA National Register of Historic Places jako poz. nr 70000709.

## Historia

### XIX w.
Wadsworth Atheneum Museum of Art, najstarsze publiczne muzeum sztuki w Stanach Zjednoczonych, zostało założone w 1842 roku przez Daniela Wadswortha, jednego z pierwszych znaczących amerykańskich mecenasów sztuki. Urodzony w Hartford Daniel Wadsworth był synem przedsiębiorcy, Jeremiasza Wadswortha i mężem Faith Trumbull, córki Jonathana Trumbulla, gubernatora stanu Connecticut. Był prawdopodobnie najbogatszym człowiekiem swoich czasów w tym stanie. W roku 1841 postanowił założyć galerię sztuk pięknych w rodzinnym mieście. Przekazał na ten cel grunt o wartości 20 000 dolarów, na którym stoi obecny budynek Atheneum. Jego darowizna była uwarunkowana założeniem stowarzyszeń, które miały się mieścić w budynku przyszłej galerii: Connecticut Historical Society i Hartford Young Men’s Institute. Aby zebrać wymagane na budowę pieniądze, rozpisano subskrypcję opiewającą na ponad 30 000 dolarów. Sam Wadsworth wniósł udział w wysokości 4 000 dolarów, podniesiony wkrótce do 6 500. Zgodnie z planem Wadswortha budynek miał się składać z trzech głównych części: centralnej, przeznaczonej dla galerii sztuki, oraz skrzydeł, północnego i południowego dla zaplanowanych przez niego stowarzyszeń. Budowę rozpoczęto w kwietniu 1842 roku, a ukończono zasadniczo w lipcu 1844 roku. Budynek został zaprojektowany w stylu neogotyckim, a materiałem budowlanym był kremowy granit z Glastonbury. Część centralna budynku ma długość 24 m (w głąb działki), a skrzydła boczne po 21 m. Szerokość fasady wynosi 30 m. Koszt budowy wyniósł prawie 35 000 dolarów.
Galeria Wadsworth Atheneum w pierwszych latach swojego istnienia rozwijała się powoli. Jej kolekcja składała się głównie z obrazów historycznych, portretów i pejzaży artystów amerykańskich (m.in. John Trumbull, Thomas Cole, Frederic Edwin Church) oraz z rzeźb z epoki wiktoriańskiej. W latach 1889–1893 rodziny Goodwin i Morgan przeprowadziły publiczną zbiórkę funduszy na renowację i rozbudowę muzeum.

### XX w.
W roku 1905 Elizabeth Hart Jarvis Colt podarowała muzeum ponad 1 000 eksponatów, w tym obrazy malarzy Hudson River School, wyroby rzemiosła artystycznego i kolekcję broni palnej jej zmarłego męża Samuela Colta; przekazała też fundusze na budowę poświęconego mu pomnika Colt Memorial. W roku 1907 John Pierpont Morgan podjął się zbudowania Morgan Memorial, a w roku 1917 jego syn, John Pierpont Morgan Jr. przekazał na rzecz muzeum kolekcję ojca (antyczne rzeźby z brązu, renesansowa majolika, wyroby z kości słoniowej i srebra oraz porcelana sewrska i miśnieńska). W 1926 kupił on dla muzeum kolekcję Wallace’a Nuttinga (meble z epoki kolonialnej, rzemiosło artystyczne). W roku 1927 Frank C. Sumner założył fundusz Ella Gallup Sumner and Mary Catlin Sumner Collection Fund, przeznaczony na zakup obrazów do kolekcji. Wadsworth Atheneum było pierwszym amerykańskim muzeum, które nabyło prace Caravaggia, Joana Miró, Pieta Mondriana, Balthusa, Williama Harnetta i Salvadora Dalí. W 1927 roku stanowisko dyrektora objął A. Everett „Chick” Austin Jr. Podczas swojej trwającej 17 lat kadencji założył on w muzeum kolekcję malarstwa europejskiego, zwłaszcza barokowego, nabył dzieła czołowych modernistów i wprowadził do muzeum inne gatunki sztuki: muzykę, taniec, teatr, film i fotografię. W latach 30. zorganizował pierwszą w Ameryce dużą wystawę dzieł włoskiego baroku, pierwszy pokaz prac surrealistów i pierwszą obszerną wystawę prac Picassa. W roku 1933 sponsorował przyjazd do Ameryki choreografa George’a Balanchine, późniejszego założyciela New York City Ballet. Przybliżył publiczności Hartford dzieła takich twórców jak: Gertrude Stein, Virgil Thomson, Alexander Calder, Le Corbusier, Walter Gropius, Martha Graham i Agnes de Mille.
Charles C. Cunningham, dyrektor muzeum w latach 1946–1966, wzbogacił zbiory malarstwa europejskiego o dzieła takich artystów jak: Pannini, Zurbarán, Ribera i Hals, Monet, Renoir i Pissarro, Turner, Wright of Derby, Hunt i Spencer, a kolekcję malarstwa amerykańskiego o prace Homera, Innessa i Eakinsa. Utworzył nowe działy: Education and Membership oraz Department of Costumes and Textiles. W 1966 roku funkcję dyrektora objął James Elliot. Podczas swej dziesięcioletniej kadencji stworzył współczesną kolekcję, prezentując innowacyjne pokazy teatralne, muzyczne i taneczne.
W II poł. lat 60. XX wieku wnętrza pierwotnego budynku poddano renowacji, a część tylną poszerzono. Na początku 1969 roku budynek został ponownie otwarty dla publiczności. W 1975 roku James Elliot uruchomił program MATRIX, ukazujący poprzez wystawy, spektakle i wykłady różne tendencje w sztuce współczesnej. MATRIX stał się inspiracją dla ponad 50 podobnych programów w innych amerykańskich muzeach. W latach 1977–1987 kolejny dyrektor Tracy Atkinson skoncentrował się na renowacji budynków i powiększeniu powierzchni galerii. Muzeum częściej organizowało większe wystawy specjalne. W roku 1987 Wadsworth Atheneum przyczyniło się do powołania fundacji Amistad Foundation, przekształconej w roku 2005 w Amistad Center for Art & Culture, centrum poświęconego sztuce afroamerykańskiej. W 1985 roku muzeum nabyło dom swojego pierwszego dyrektora Chicka Austina, mający obecnie status National Historic Landmark.
Patrick McCaughey, dyrektor muzeum w latach 1988–1996, był pierwszym kustoszem sztuki afroamerykańskiej. Nabył on szereg dzieł artystów europejskich i amerykańskich oraz nadzorował przebudowę holu głównego z rysunkami ściennymi Sola LeWitta. Poprzez wysyłanie dużej części stałej kolekcji Wadsworth Atheneum na wystawy do Paryża i Japonii McCaughey znacząco przyczynił się do wzrostu międzynarodowej renomy muzeum. Peter C. Sutton, dyrektor muzeum w latach 1996–2000, zorganizował w 1999 roku pierwszą monograficzną wystawę prac holenderskiego malarza Pietera de Hoocha. Rozpoczął cykl wystaw prac wybranych ze stałej kolekcji (m.in. wystawa Dalí’s Optical Illusions). Muzeum powiększyło swoje zbiory o różne dzieła, począwszy od obrazów Starych Mistrzów po dokonania pop-artu.

### XXI w.
w roku 2000 na stanowisko dyrektora została wybrana, jako pierwsza w historii muzeum kobieta, Kate Sellers; pełniła ona ten urząd do roku 2003. Za jej kadencji kontynuowano koncepcje wystawiennicze jej poprzednika. Wystawa The Impressionists at Argenteuil okazała się być najpopularniejszą w historii muzeum. Za kadencji Willarda Holmesa, dyrektora w latach 2003–2008 dużą część zbiorów sztuki amerykańskiej i europejskiej prezentowano na wystawach organizowanych zarówno w Stanach Zjednoczonych jak i Europie.
1 maja 2008 roku dziesiątym dyrektorem została Susan L. Talbott, wcześniej dyrektor Smithsonian Arts w Smithsonian Institution w Waszyngtonie (3 lata) i dyrektor generalny w Des Moines Art Center (1998–2005). Jako cel postawiła ona sobie rozwój nowych programów i wystaw, dalsze powiększanie zbiorów muzeum, szczególnie jeśli chodzi o sztukę nowoczesną i współczesną, oraz podejmowanie działań na rzecz uczynienia muzeum jeszcze bardziej otwartym i przyjaznym dla zwiedzających, którzy powinni mieć poczucie, iż muzeum należy do nich.

## Budynki
Wadsworth Atheneum to kompleks pięciu budynków. Pierwszy z nich pochodzi z roku 1844 i został zbudowany w stylu neogotyckim według projektu architektów Ithiela Towna i Alexandra Jacksona Davisa. W latach 60. XIX w. do pierwotnego budynku dobudowano Watkinson Library of Reference. Na potrzeby rosnącej kolekcji zbudowano w roku 1910 Tudor Revival Colt Memorial a w latach 1910–1915 Renaissance Revival Morgan Memorial, oba zaprojektowane przez Benjamina Wistara Morrisa. W roku 1934 oddano do użytku Avery Memorial. W 1964 roku instytucje nie stowarzyszone z muzeum sztuki wyprowadziły się z jego pomieszczeń. W 1969 roku otwarto kolejny budynek, im. Goodwina, zaprojektowany w stylu późnego modernizmu.

## Zbiory
W chwili otwarcia w roku 1844 w zbiorach muzeum było 79 obrazów i 3 rzeźby. Zbiory Wadsworth Atheneum dziś to ponad 50 000 dzieł sztuki. Stan ten jest wynikiem polityki zakupów, prowadzonej przez kolejnych sponsorów, dyrektorów i kustoszy muzeum.

### Sztuka amerykańska
Kolekcja sztuki amerykańskiej obejmuje około 1 000 obrazów, 400 rzeźb i 4 000 prac na papierze.

#### Malarstwo, akwarela, grafika
Na uwagę zasługuje kolekcja ponad 65 pejzaży artystów reprezentujących Hudson River School, m.in. Thomasa Cole'a, Frederica Edwina Churcha i Alberta Bierstadta. Kolekcję założyli w XIX w. Daniel Wadsworth, Elizabeth Colt i in., którzy zamawiali obrazy bezpośrednio u artystów. Oprócz słynnej kolekcji Hudson River School, uwagę zwracają XVIII-wieczne portrety pędzla Ralpha Earla i Johna Singletona Copleya, XIX-wieczne martwe natury malowane przez przedstawicieli rodu Peale, malarstwo iluzjonistyczne końca XIX wieku i amerykański modernizm (obrazy Marsdena Hartleya, Edwarda Hoppera, Georgii O’Keeffe, Johna Marina, Johna Frencha Sloana i Andrew Wyetha. Wielu z nich preferowało prace na papierze (akwarele i rysunki) niż malowanie obrazów olejnych.

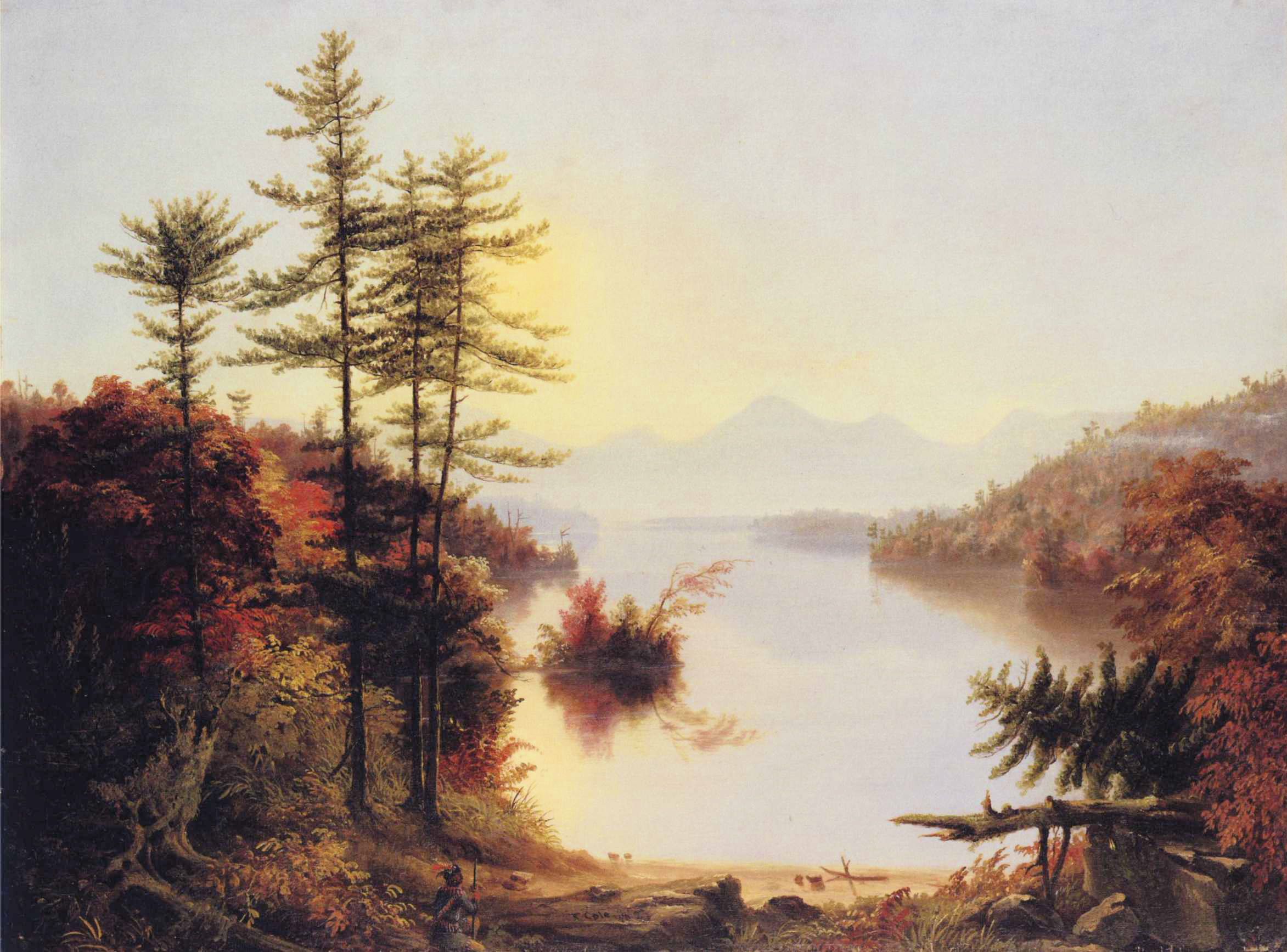
Thomas Cole, Widok na jezioro Winnipiseogee, 1828
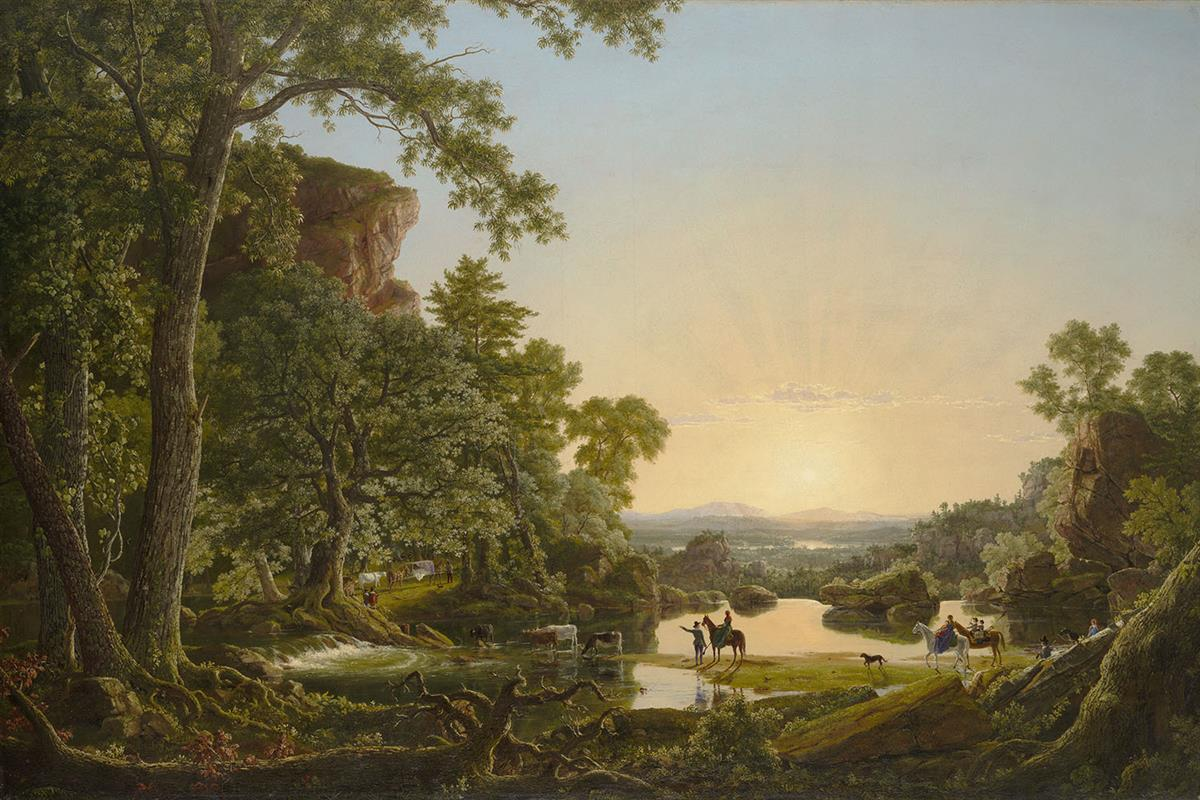
Frederic Edwin Church, Hooker podróżujący z towarzyszami w 1636 przez pustkowia z Plymouth do Hartford, 1636, 1846
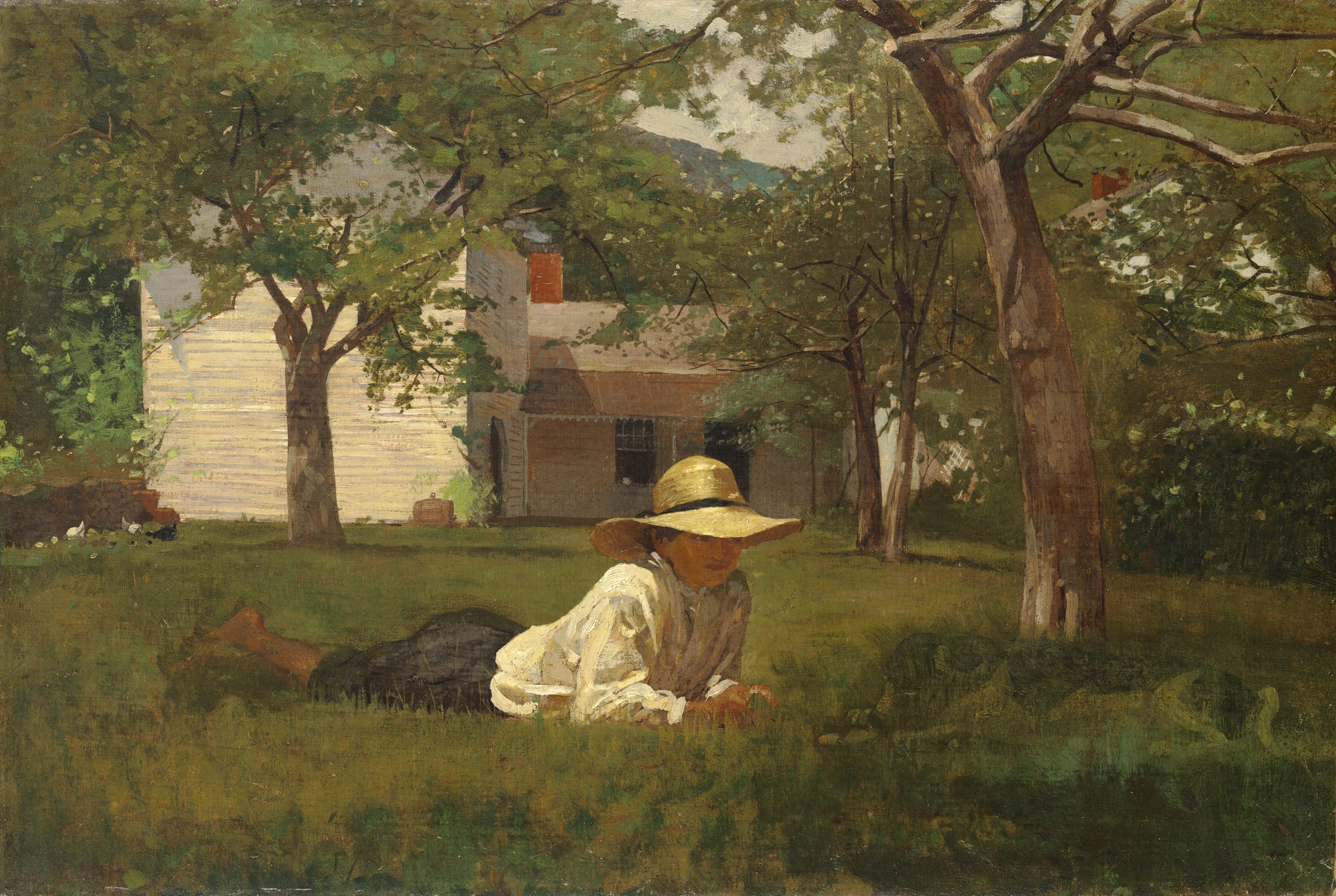
Winslow Homer, Odpoczynek w południe, 1872
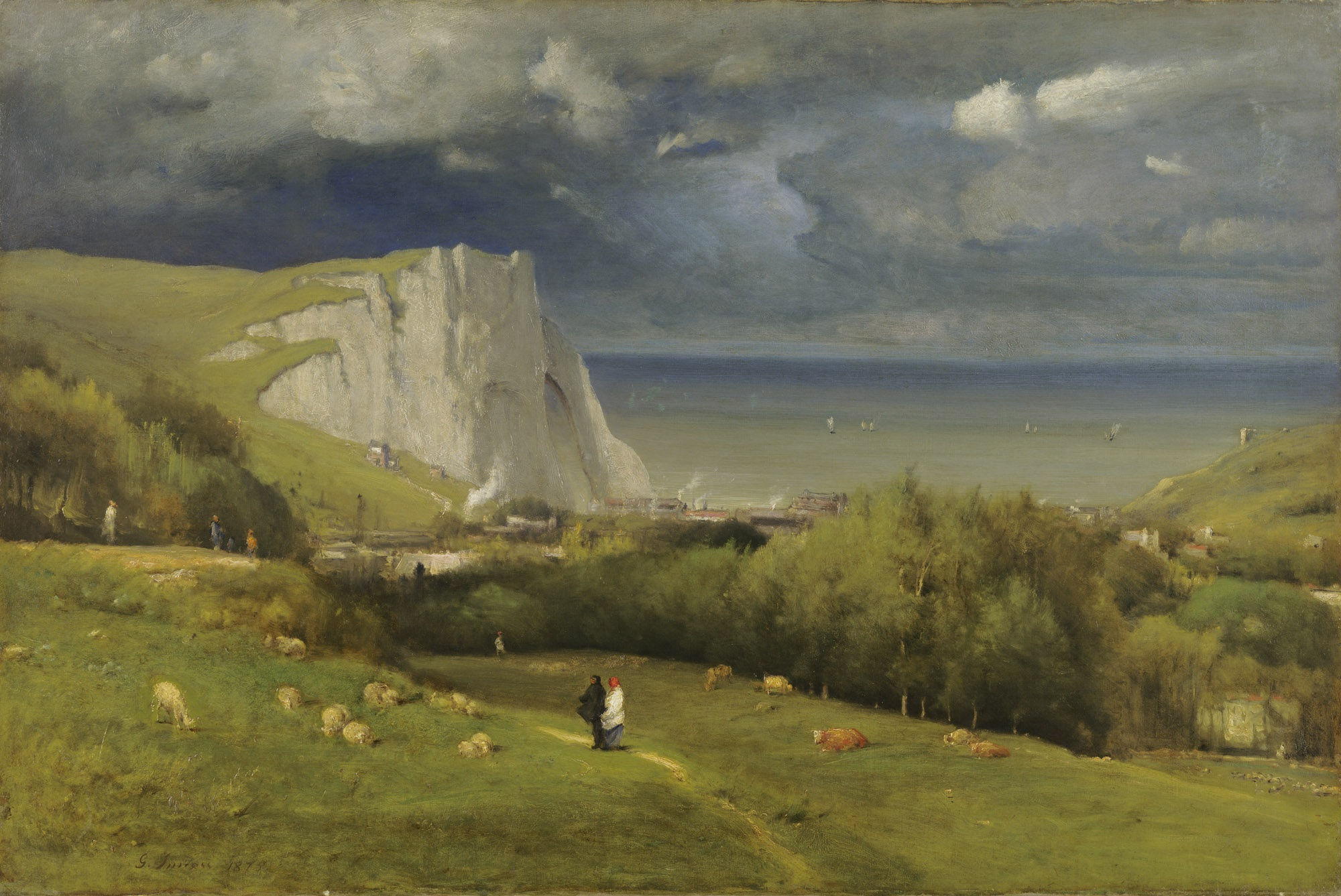
George Inness, Étretat, 1875
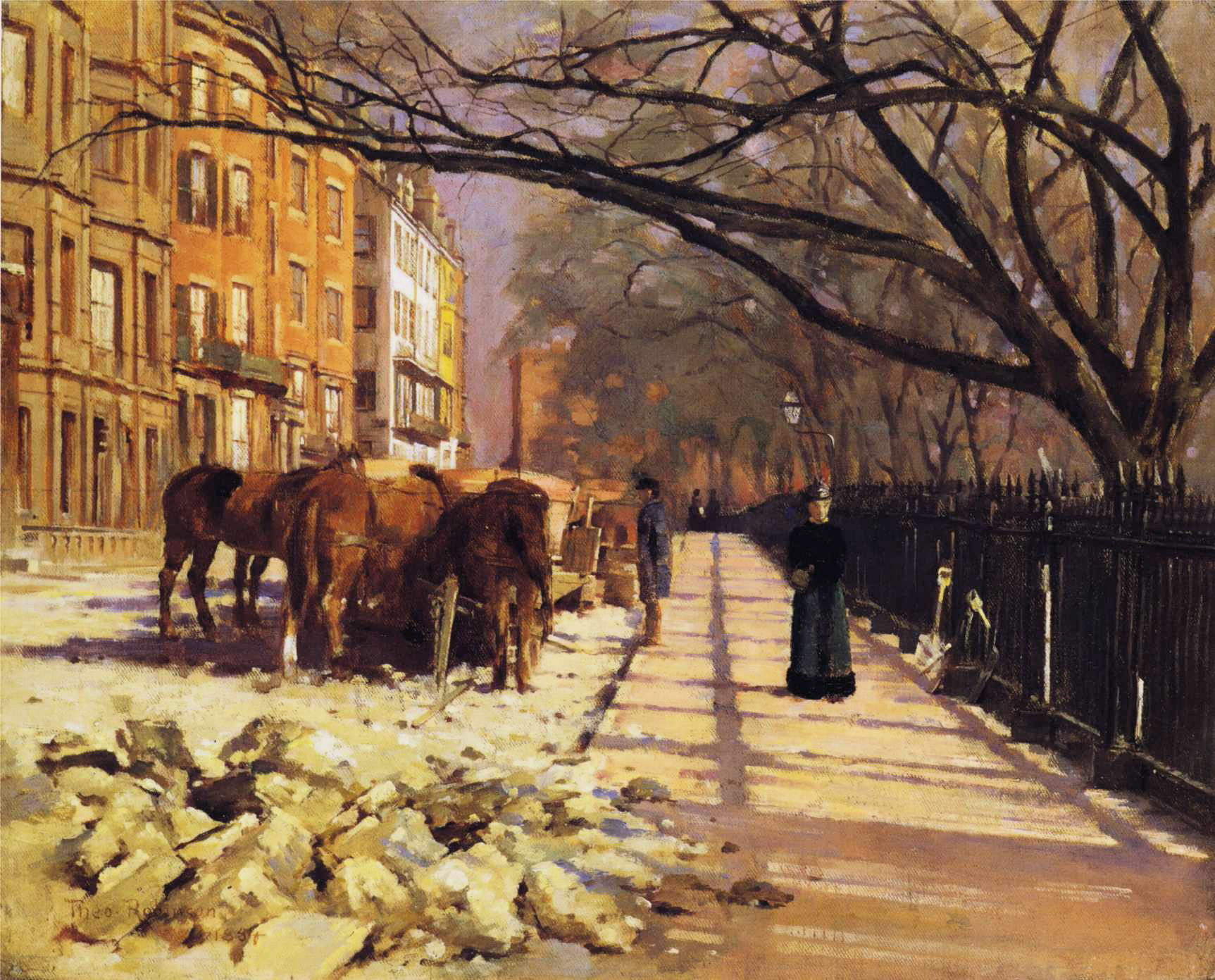
Theodore Robinson, Beacon Street, 1884

Na początku XX w. uwagę artystów amerykańskich przyciągnęła współczesność, zwłaszcza sceny z życia miejskiego i przemysłowego. Ośmiu amerykańskich malarzy, którzy przeszli do historii jako Ashcan School zyskało rozgłos, utrwalając przy pomocy rysunku zgiełk i kolor Lower East Side, południowo-wschodniej części Manhattanu. Wielu z nich, w tym William Glackens i John French Sloan, pracowało jako ilustratorzy w gazetach, a wykonane w plenerze rysunki służyły im jako szkice do obrazów olejnych. Nowojorski fotografik i właściciel galerii, Alfred Stieglitz stał się czołową postacią amerykańskiego modernizmu i położył istotne zasługi na polu docenienia i uznania rysunków, akwarel i pasteli w pierwszych dekadach XX w. Jako pierwszy zaprezentował pionierów awangardy w tej dziedzinie: Charlesa Demutha, Arthur Dove'a, Johna Marina i Georgię O’Keeffe.
Wielki kryzys z lat 30. XX w. ukształtował kolejne pokolenie artystów amerykańskich. Mimo iż rozwój miast i przemysłu w dalszym ciągu stanowił ważny temat ich twórczości, artyści ci skupili się na problemach małomiasteczkowej Ameryki i regionów wiejskich. Wielu artystów były wspieranych przez rząd federalny za pośrednictwem programów finansowanych przez Works Progress Administration. Programy te zachęcały do tworzenia sztuki, która miała za zadanie przekazywać rodzime amerykańskie wartości. Przedstawicielem nowego kierunku, tzw. american scene painting stał się Thomas Hart Benton, piewca centralnej części Ameryki. Przedstawiciele nurtu social realism, jak Ben Shahn, koncentrowali się na walce klasy robotniczej podejmowanej w celu przeprowadzenia reform społecznych, gospodarczych i politycznych. Preferowaną techniką malarską dla wielu artystów (Charles Ephraim Burchfield, Edward Hopper) stała się akwarela. W 1928 roku ówczesny dyrektor Wadsworth Atheneum, A. Everett „Chick” Austin Jr., zorganizował pierwszą indywidualną wystawę akwarel Hoppera i zakupił kilka z nich do kolekcji. Zorganizował on również pierwszą wystawę prac surrealistów poza Europą (Newer Super-Realism, 1931), aktywnie wspierał surrealizm i neoromantyzm, uważając te kierunki za alternatywne formy modernizmu. Austin podziwiał surrealistów za ich sztukę, opartą na snach i podświadomości. Surrealiści zarówno w literaturze jak i w sztuce zmieniali uporządkowane obiekty i słowa, tworząc z nich zaskakujące i niepokojące kombinacje. Jednym z przywódców ruchu był Salvador Dalí. Austin wynajął scenografów Eugene Bermana i Pavla Tchelitchewa do stworzenia tła dla przedstawień organizowanych w muzeum. Jednym z najambitniejszych jego przedsięwzięć stał się w roku 1936 Hartford Festival, tygodniowe święto sztuki, w trakcie którego odbywały się koncerty, przedstawienia taneczne, seanse filmowe, recitale oraz wystawy malarstwa i rysunku.
Sztuka amerykańska z lat 50. i 60. charakteryzuje się różnorodnością stylów i impulsów. Po zakończeniu II wojny światowej wielu artystów europejskich zostało zmuszonych do przeprowadzki, a Nowy Jork zastąpił Paryż jako centrum sztuki światowej. Konkurencyjne i często sprzeczne style tego okresu określano jako „powojenną abstrakcję” i „realizm”. W latach 60. zaczęły dominować pop-art i minimalizm. Czołowi artyści tamtej epoki to: Morris Graves, William Baziotes, Andrew Wyeth i Pearlstein Philip.

#### Rzeźba
Kolekcja rzeźby amerykańskiej obejmuje dzieła takich artystów jak Horatio Greenough, Harriet Hosmer, Gaston Lachaise, Elie Nadelman, Paul Manship, i Alexander Calder.

#### Rzemiosło artystyczne
Zaczątkiem kolekcji amerykańskiego rzemiosła artystycznego były orzechowe fotele przekazane na rzecz nowo powstałego muzeum przez Daniela Wadswortha w 1844 roku. Istotne poszerzenie zbiorów nastąpiło za sprawą Nutting Wallace Collection. Wallace Nutting (1861–1941), z wykształcenia teolog, z zamiłowania fotograf, pisarz, antykwariusz i koneser sztuki, zgromadził niezrównaną kolekcję mebli stając się autorytetem w sztuce meblarskiej przez większą część XX wieku. Dzięki pośrednictwu J. Pierponta Morgana Jr. kolekcja Nuttinga znalazła się w 1926 roku w Wadsworth Atheneum. Ozdobą kolekcji Nuttinga są takie eksponaty jak XVII-wieczny dworski kredens, bogato zdobione krzesło (tzw. wainscot chair), skladany stół, skrzynia łączona oraz charakterystyczna dla regionu Connecticut skrzynia dekorowana motywem słonecznika, tzw. sunflower chest. Dzięki tej kolekcji w Wadsworth Atheneum znajduje się największy i najbardziej kompleksowy zbiór mebli z wczesnej epoki kolonialnej (tzw. Pilgrim-century furniture) w Stanach Zjednoczonych.
Kolekcja rzemiosła artystycznego w niepowtarzalny sposób ucieleśnia historię kultury materialnej w Nowej Anglii i Ameryce. Jej zakres chronologiczny rozciąga się od XVII-wiecznych skrzyń, misternie rzeźbionych i malowanych po współczesne wyroby Marcela Breuera, Franka Lloyda Wrighta i George’a Nakashimy. Przykładem nowoczesnego designu i transformacji prostych materiałów przemysłowych w eleganckie dzieła sztuki są prace takich twórców jak małżonkowie Charles i Ray Eames oraz Warren McArthur.
Upamiętniono też rzemiosło regionalne, reprezentowane w zbiorach przez meble Samuela Loomisa (1748–1814), twórcy stylu meblowego Colchester/Norwich i Eliphaleta Chapina (1741–1807), najbardziej znanego stolarza kolonialnego w Connecticut.
Elizabeth Hart Jarvis Colt Collection przedstawia życie w Hartford w epoce wiktoriańskiej. Kolekcja ta obejmuje nie tylko obrazy i rzeźby, ale także osobistą kolekcję broni palnej, broni białej i zbroi z całego świata należącej do jej męża, Samuela Colta.
Chińska porcelana eksportowa oraz ceramika i porcelana produkcji angielskiej, holenderskiej i niemieckiej, ilustrują historię importu i eksportu tych produktów oraz postęp, jaki się dokonał w zakresie techniki i stylu.
Zgromadzone w muzeum eksponaty przedstawiają nie tylko historię sztuki, ale także historię życia codziennego trzech ostatnich stuleci.

### Sztuka europejska

#### Malarstwo
W kolekcji sztuki europejskiej znajduje się ok. 900 obrazów, 3 500 prac na papierze i 500 rzeźb. Zakres chronologiczny zbiorów rozciąga się od średniowiecza po współczesność. Wyróżnia się włoskie malarstwo barokowe (Caravaggio, Orazio Gentileschi i Bernardo Strozzi) oraz surrealizm (Salvador Dalí, Joan Miró, Max Ernst i René Magritte). Ważna jest też kolekcja malarstwa francuskiego, budowana od 1898 roku i zawierająca prace czołowych artystów kolejnych stuleci i epok jak: Nicolas Poussin, Claude Lorrain, bracia Le Nain (XVII w.), Jean Chardin, Jean Antoine Watteau, Nicolas-Bernard Lépicié, Jean-Baptiste Greuze (XVIII w.), Louis Léopold Boilly, Théodore Géricault, Eugène Delacroix (romantyzm), Édouard Manet, Claude Monet, Pierre-Auguste Renoir, Camille Pissarro (impresjonizm), Paul Cézanne, Paul Gauguin, Édouard Vuillard i Pierre Bonnard (postimpresjonizm).
Malarstwo francuskie

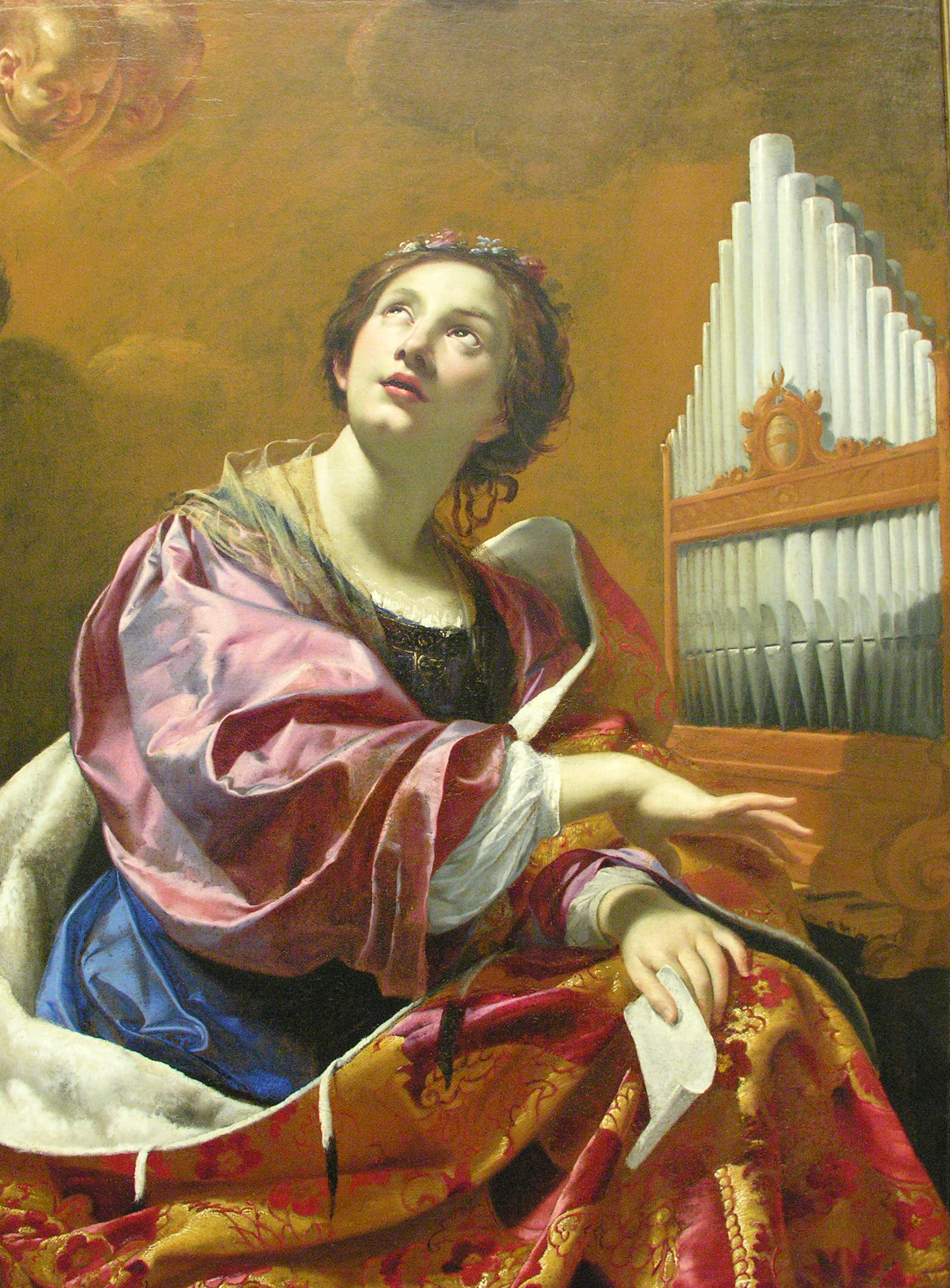
Simon Vouet, Święta Cecylia, ok. 1626
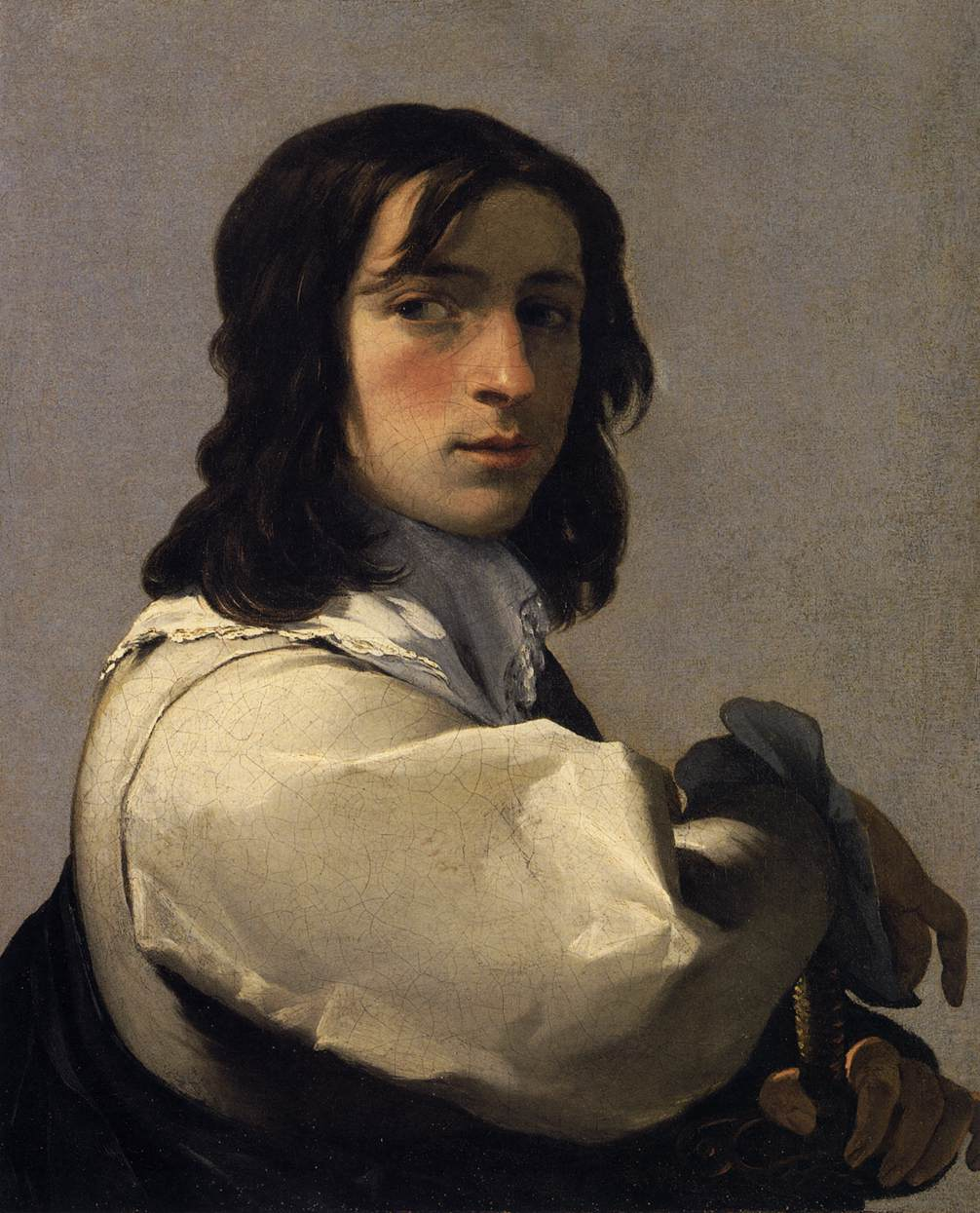
Eustache Lesueur, Portret młodego mężczyzny, ok. 1640
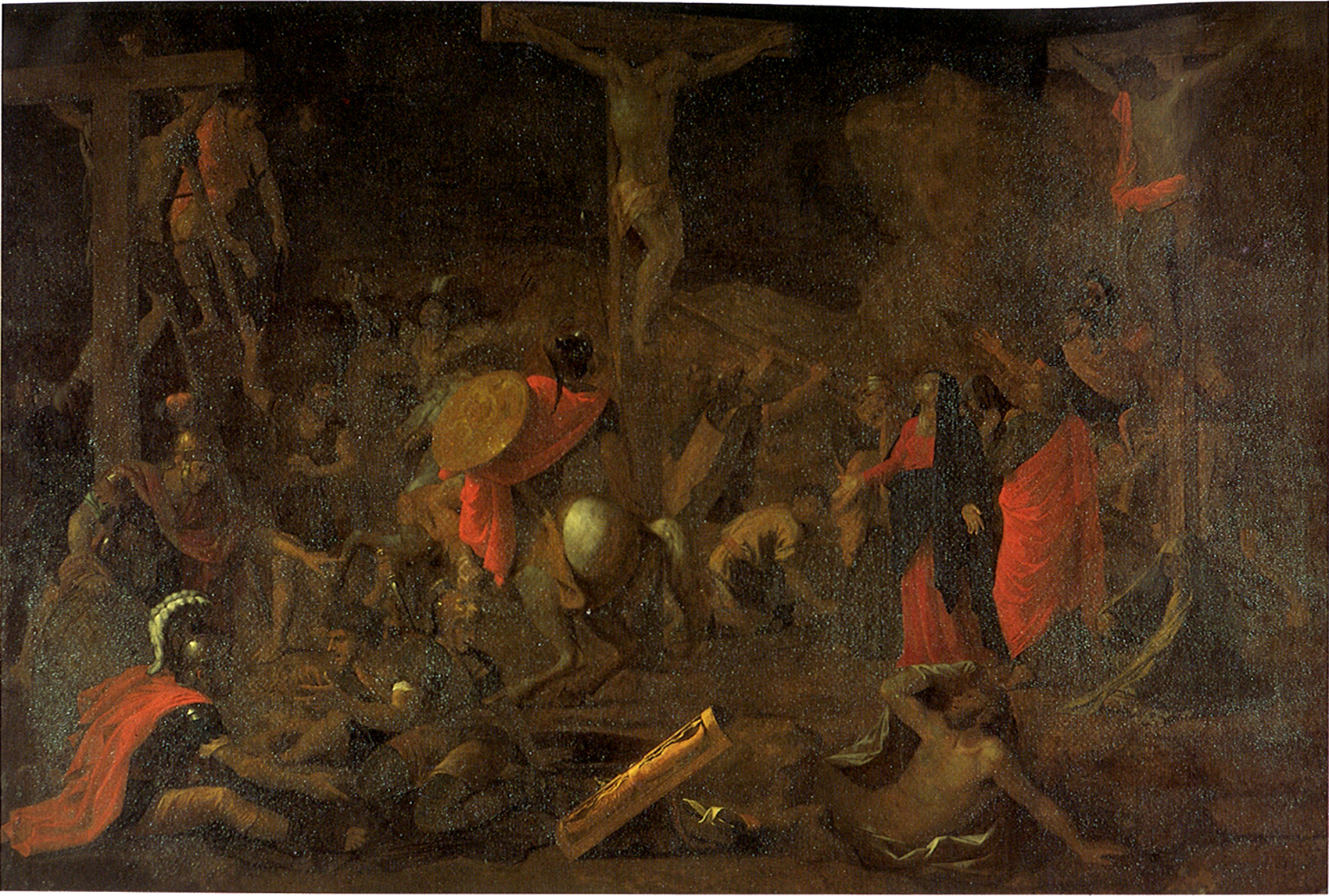
Nicolas Poussin, Ukrzyżowanie, 1645–1646
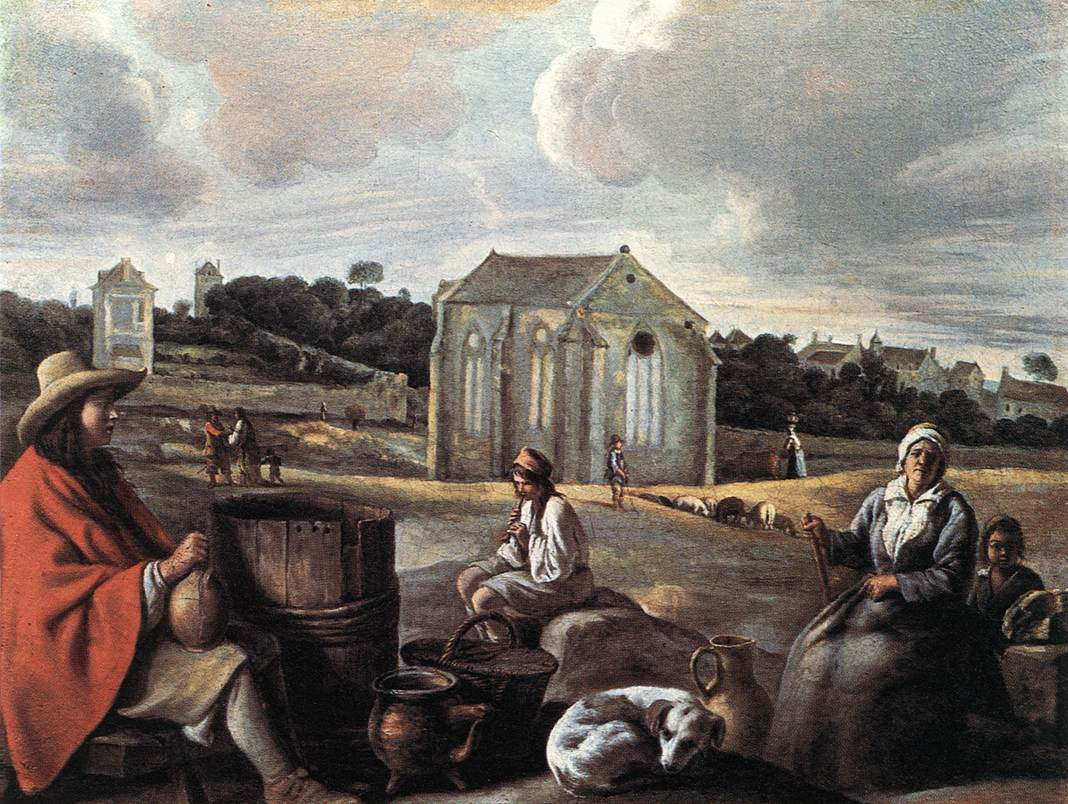
Bracia Le Nain, Pejzaż z wieśniakami i kaplicą, II. poł. XVII w.
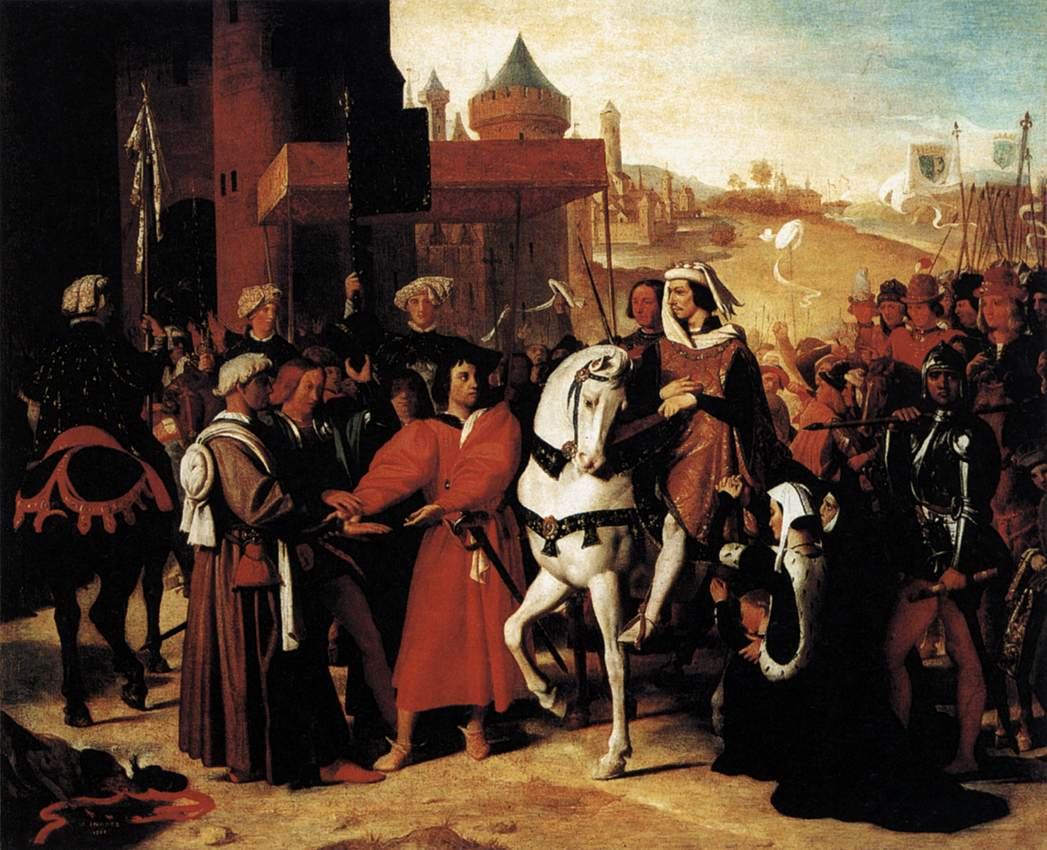
Jean-Auguste-Dominique Ingres, Wjazd przyszłego Karola V do Paryża w 1358, 1821

Malarstwo holenderskie

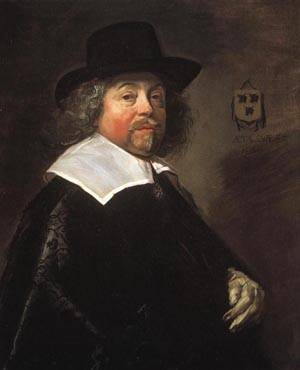
Frans Hals, Portret Josepha Coymansa, 1644
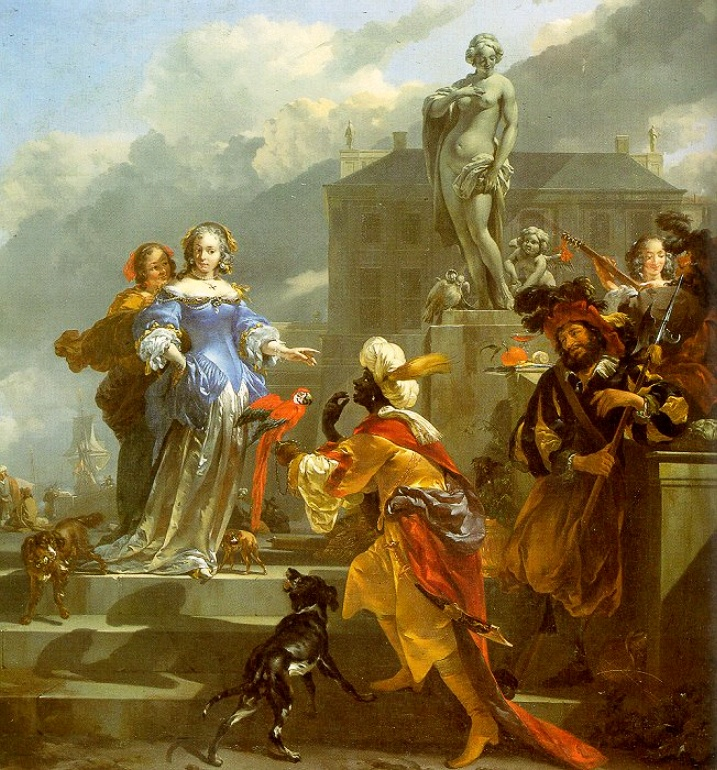
Nicolaes Berchem, Otello i Desdemona, ok. 1655
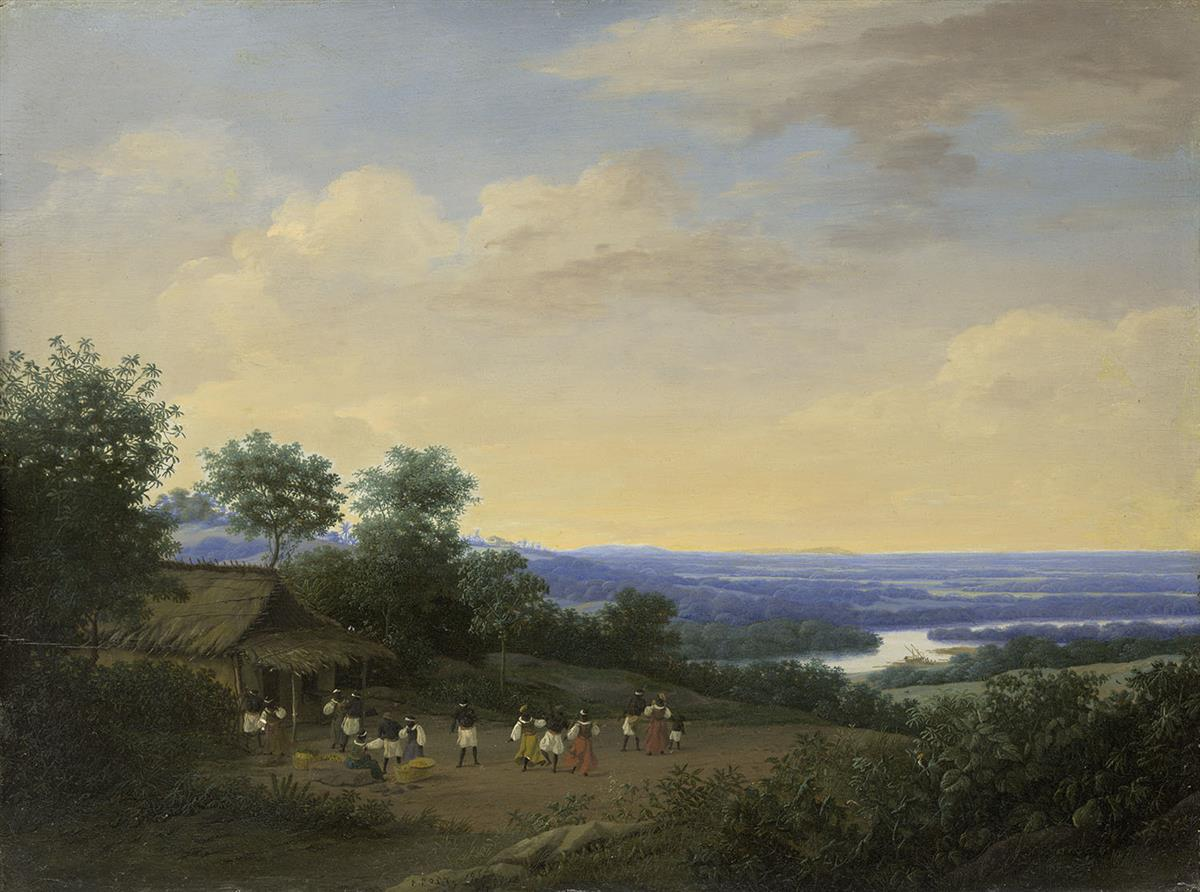
Frans Post, Brazylijski pejzaż, 1656
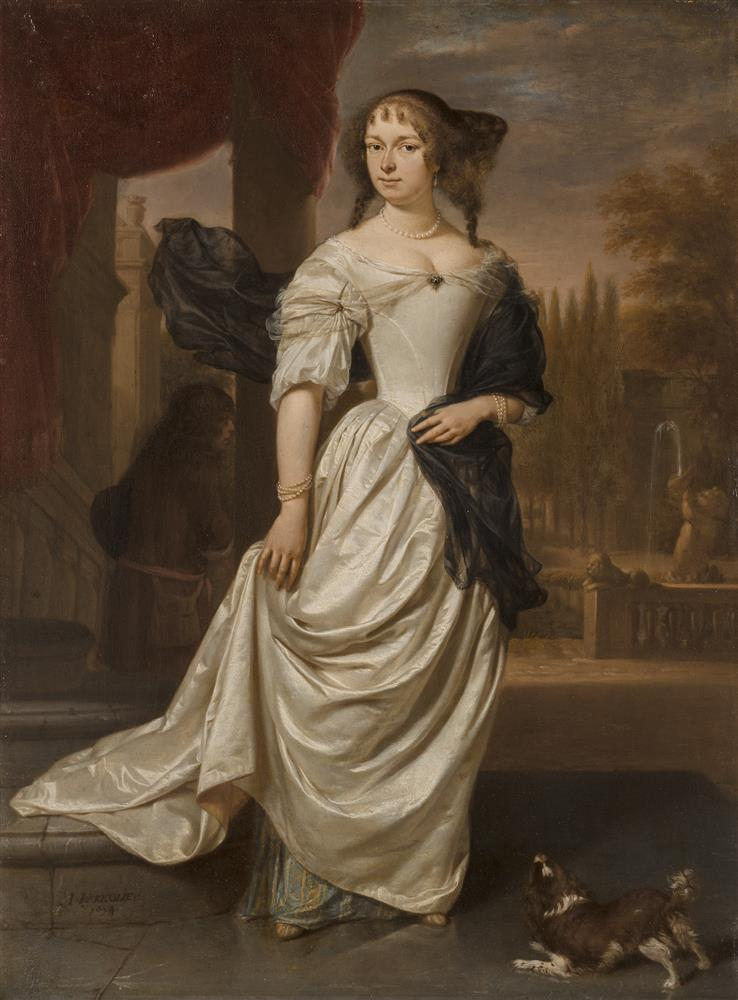
Jan Verkolje, Portret Margarethy Delff, żony Johana de la Faille, 1674
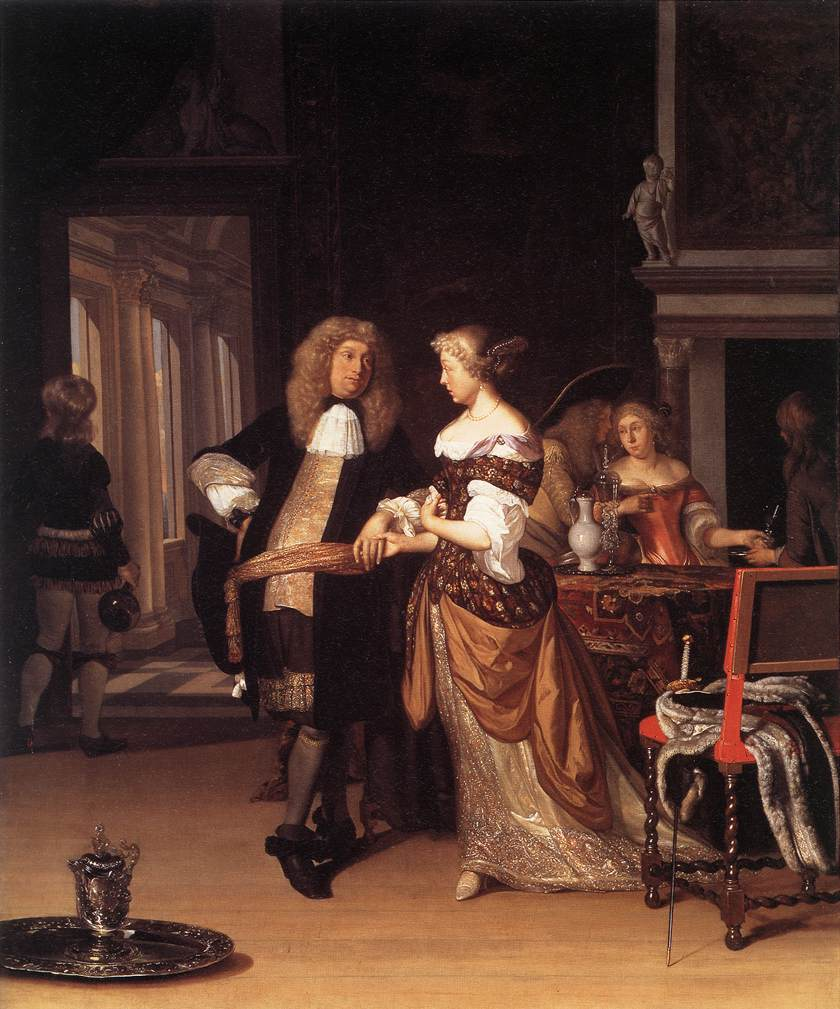
Eglon van der Neer, Elegancka para we wnętrzu, 1678

Malarstwo włoskie

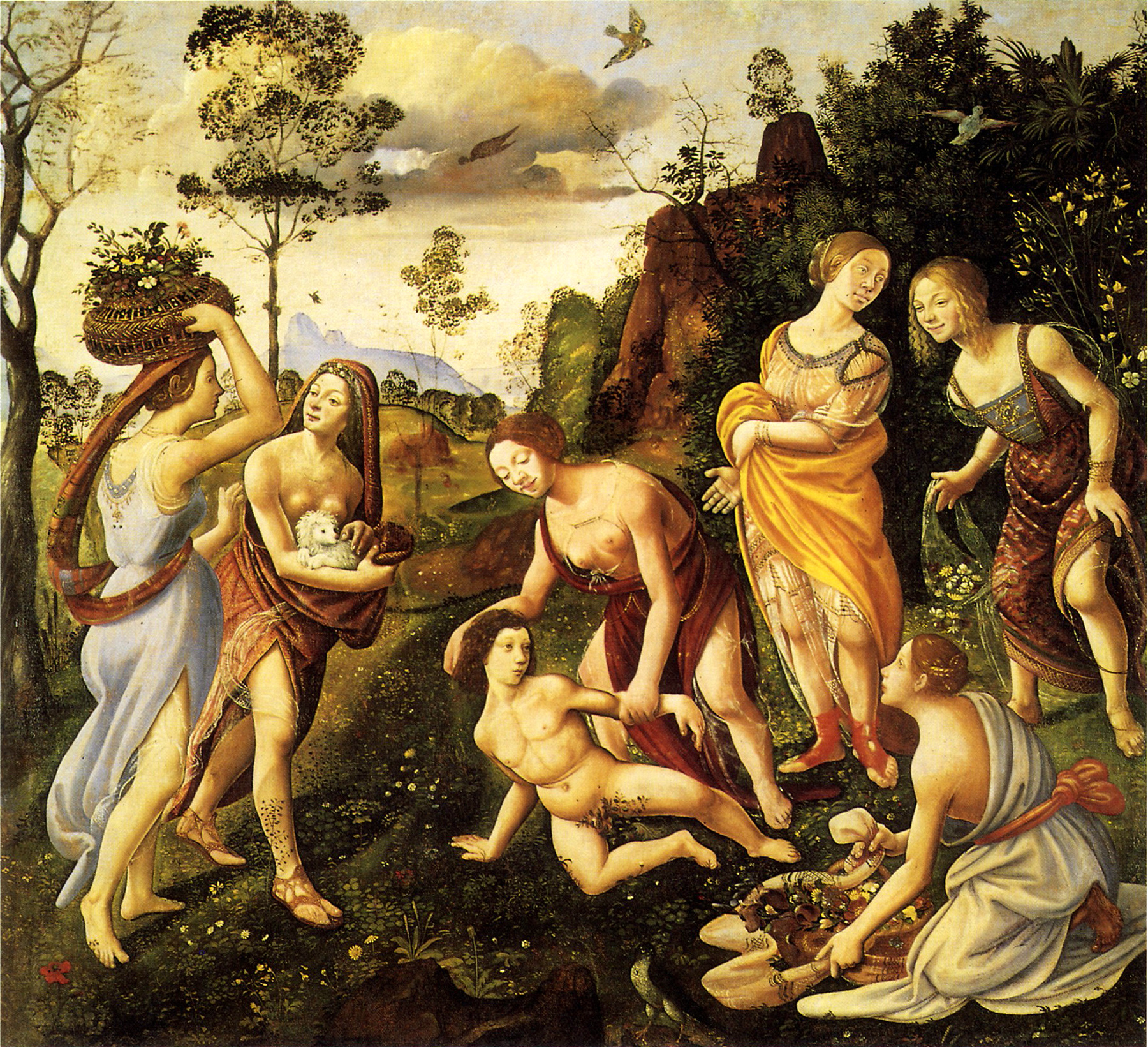
Piero di Cosimo, Odnalezienie Wulkana na Lemnos, ok. 1490
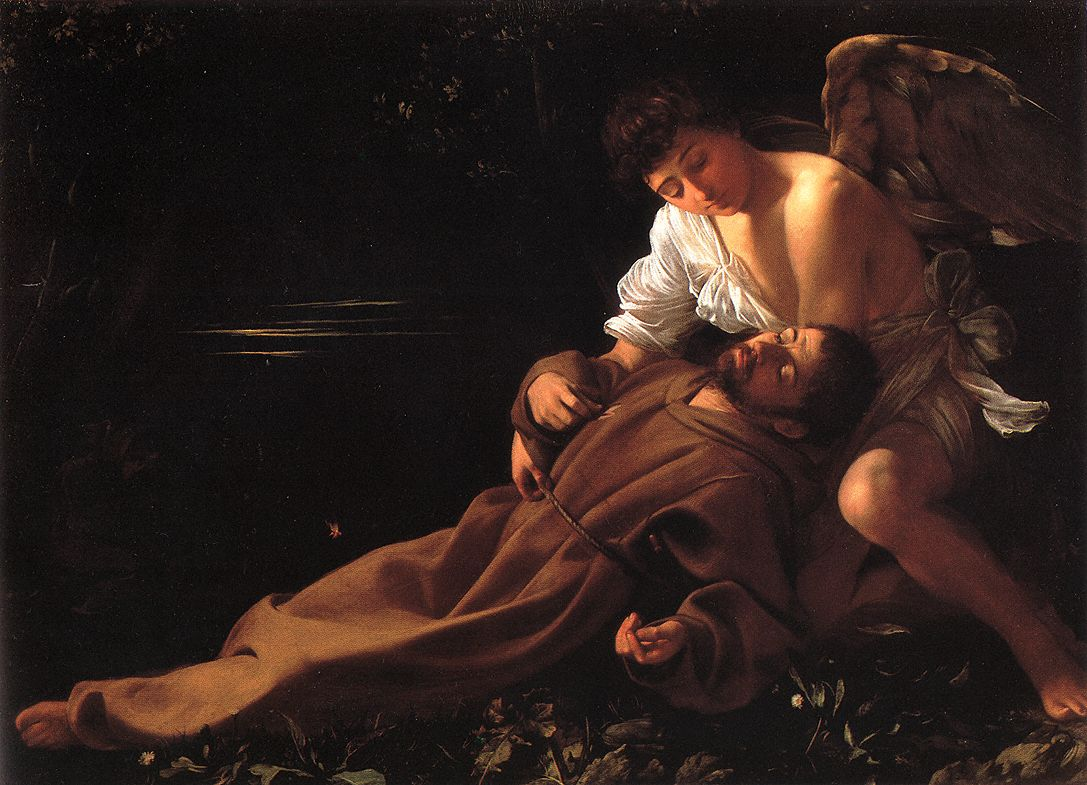
Caravaggio, Ekstaza św. Franciszka, ok. 1595
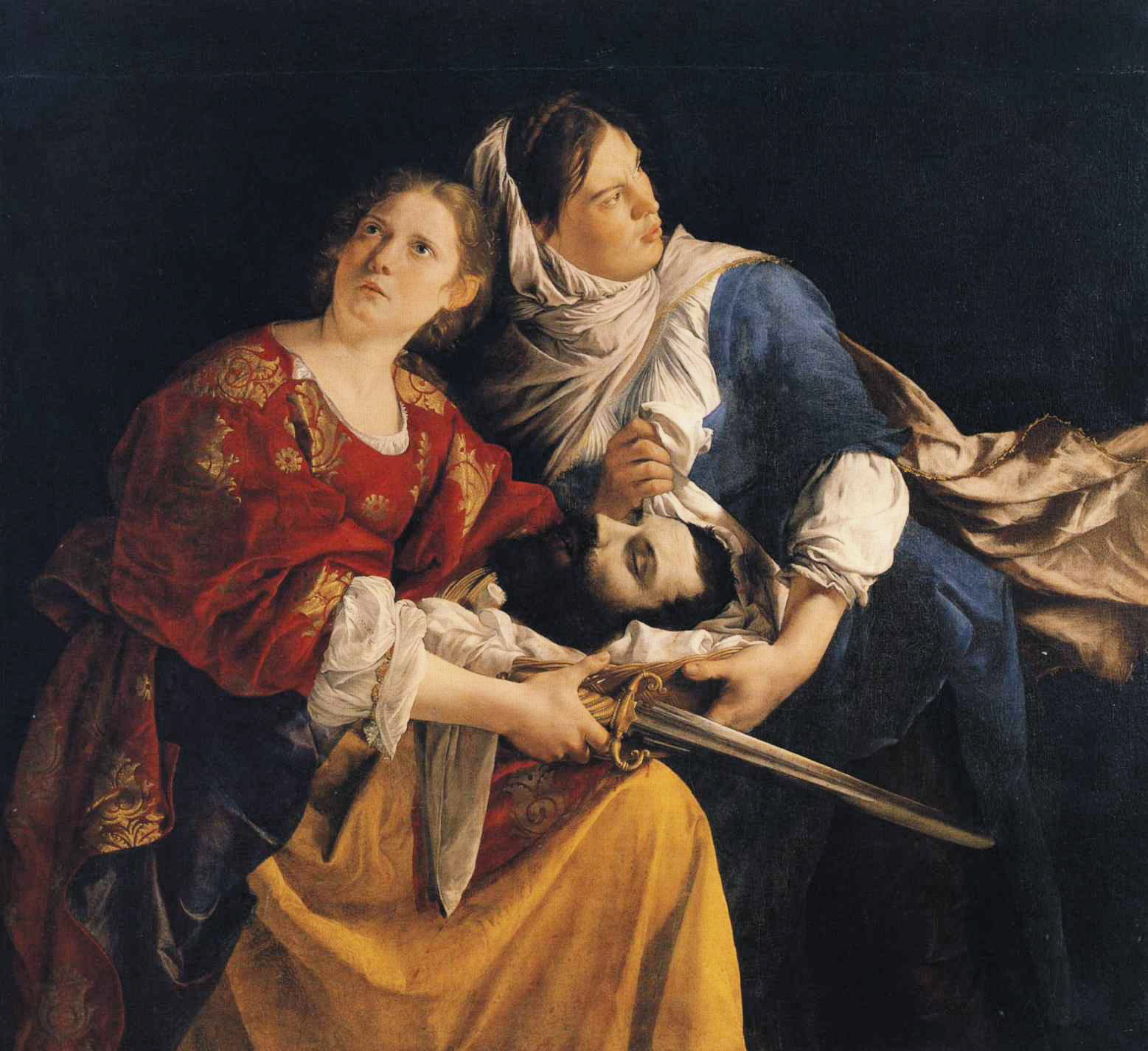
Orazio Gentileschi, Judyta i jej służąca z głową Holofernesa, 1621–1624
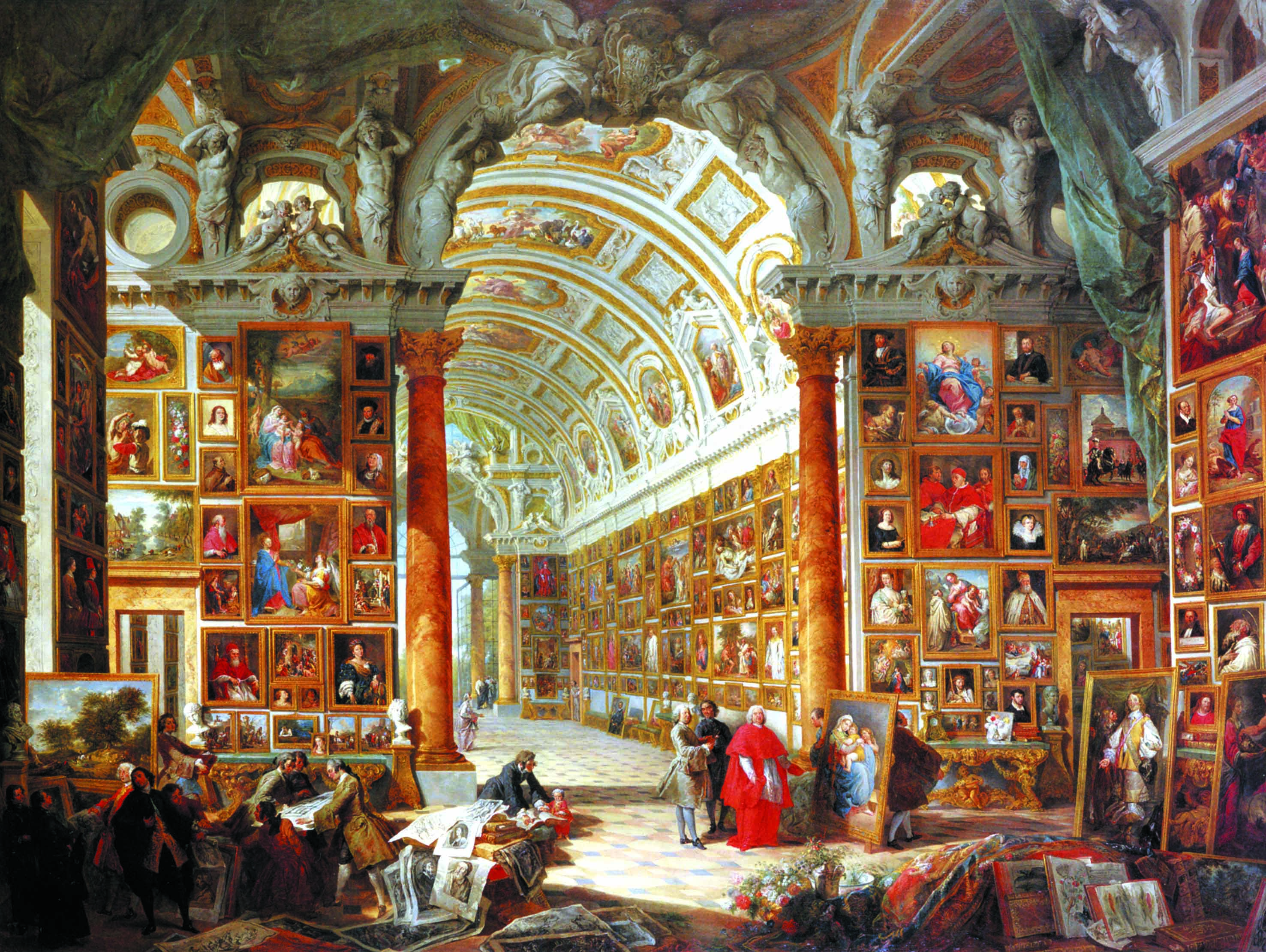
Giovanni Paolo Pannini, Wnętrze galerii obrazów z kolekcją kardynała Silvio Valentiego Gonzagi, 1740
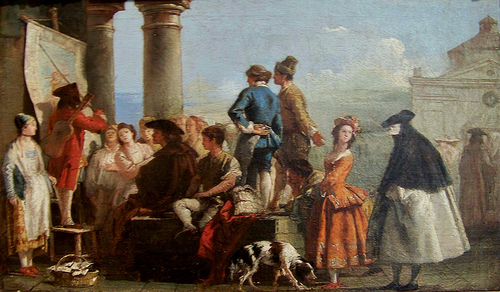
Giovanni Domenico Tiepolo, Bajarz, ok. 1775

Postimpresjonizm

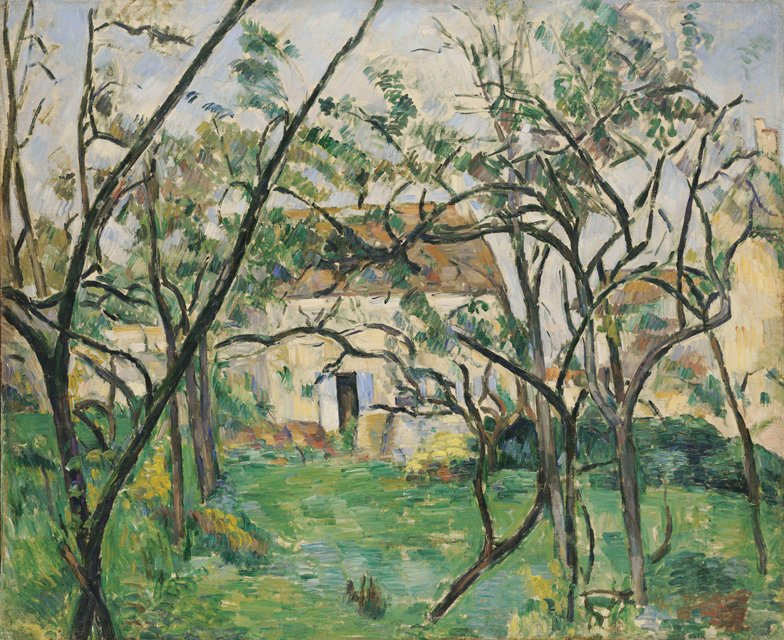
Paul Cézanne, Dom na wsi, 1879–82
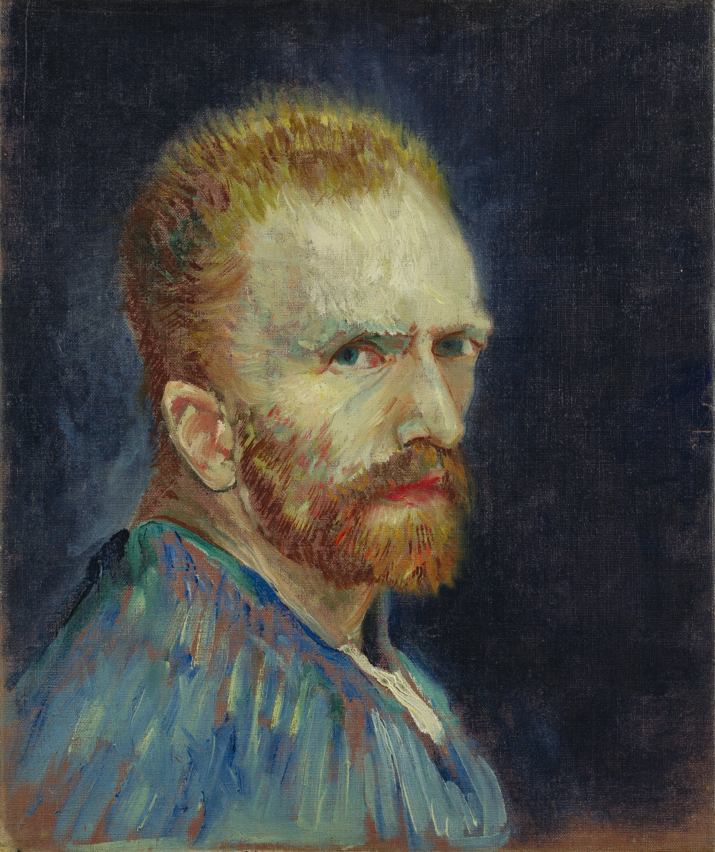
Vincent van Gogh, Autoportret, 1887
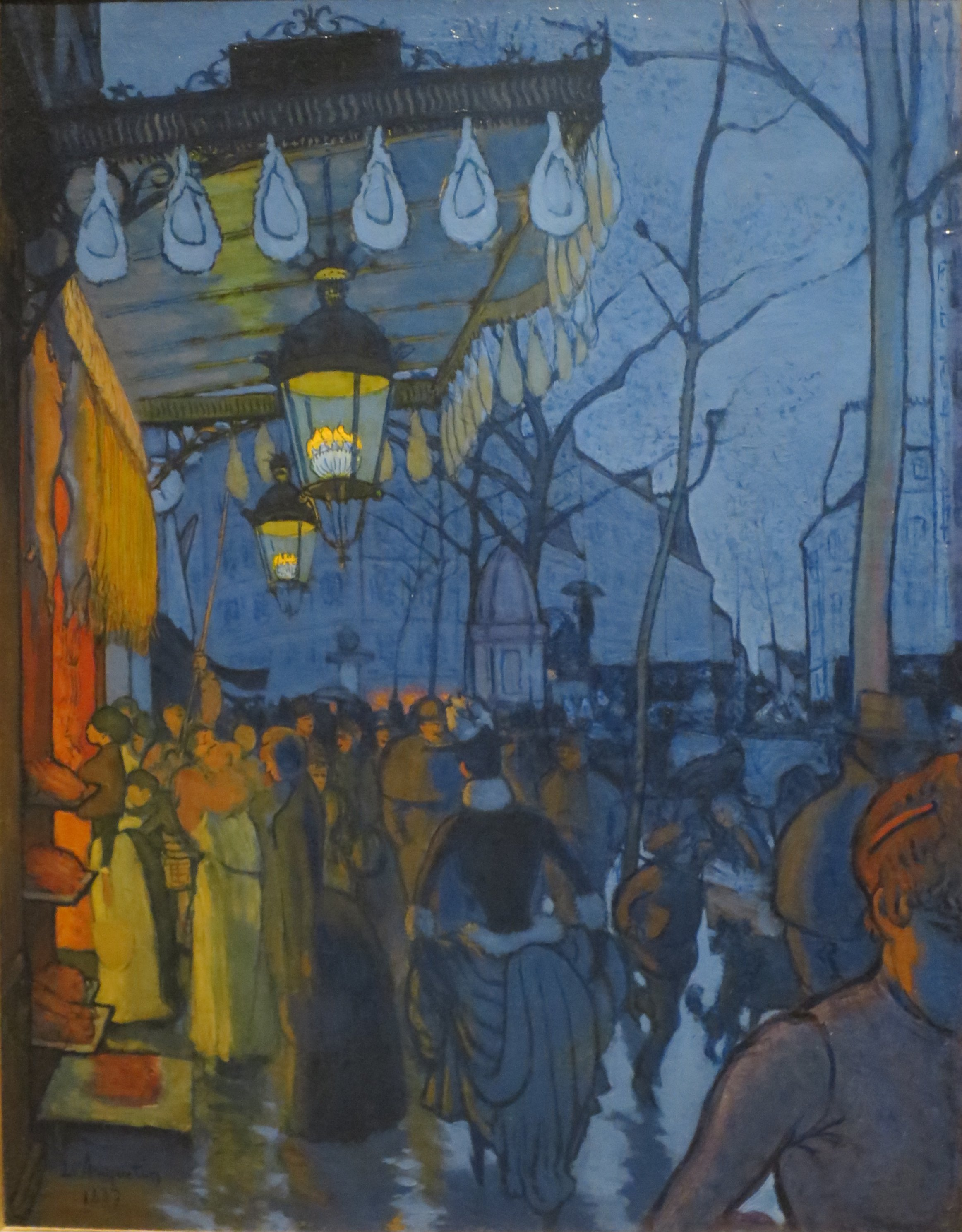
Louis Anquetin, Avenue de Clichy o piątej wieczorem, 1887
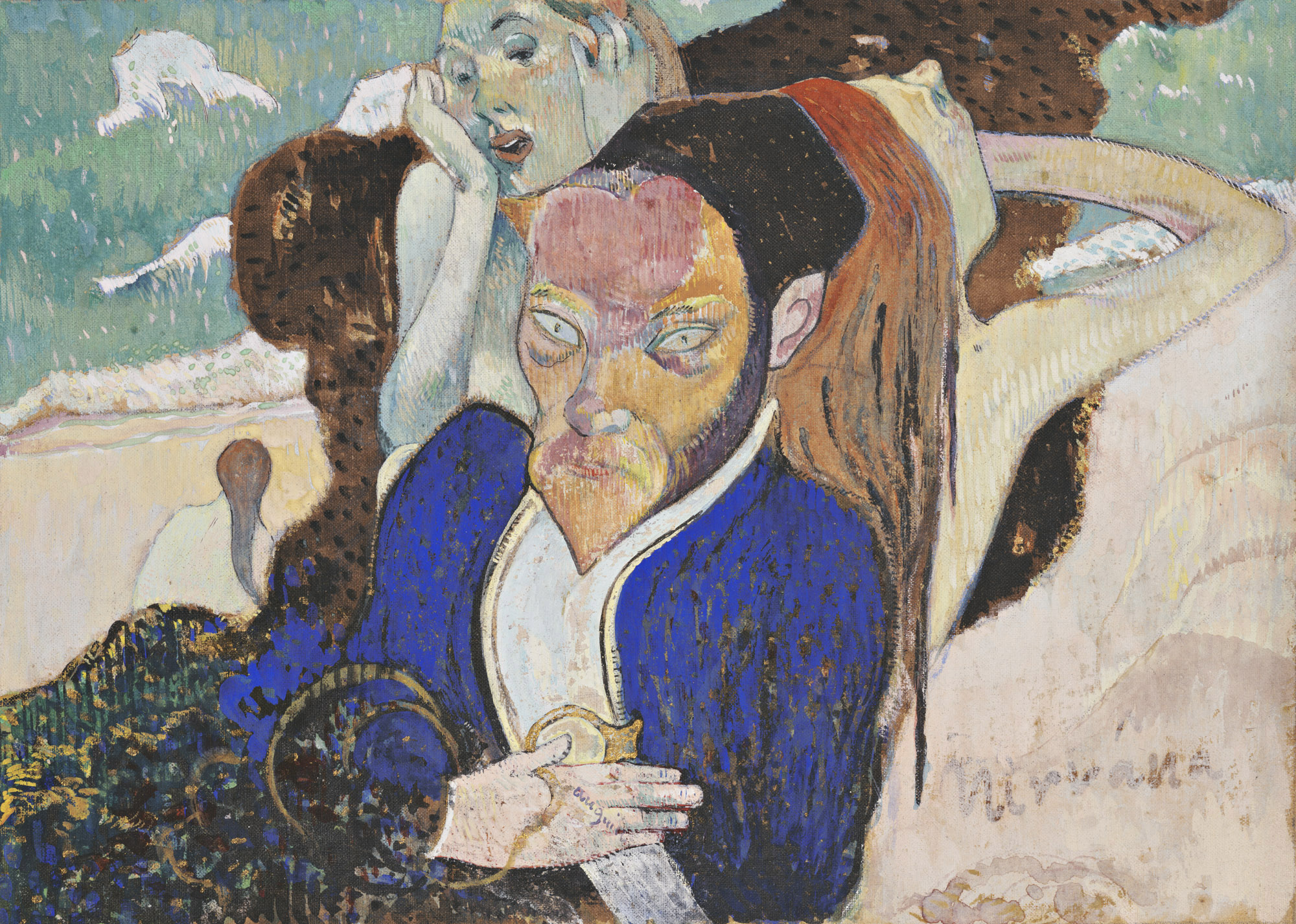
Paul Gauguin, Nirwana, Portret Jacoba Meyera de Haana, 1890
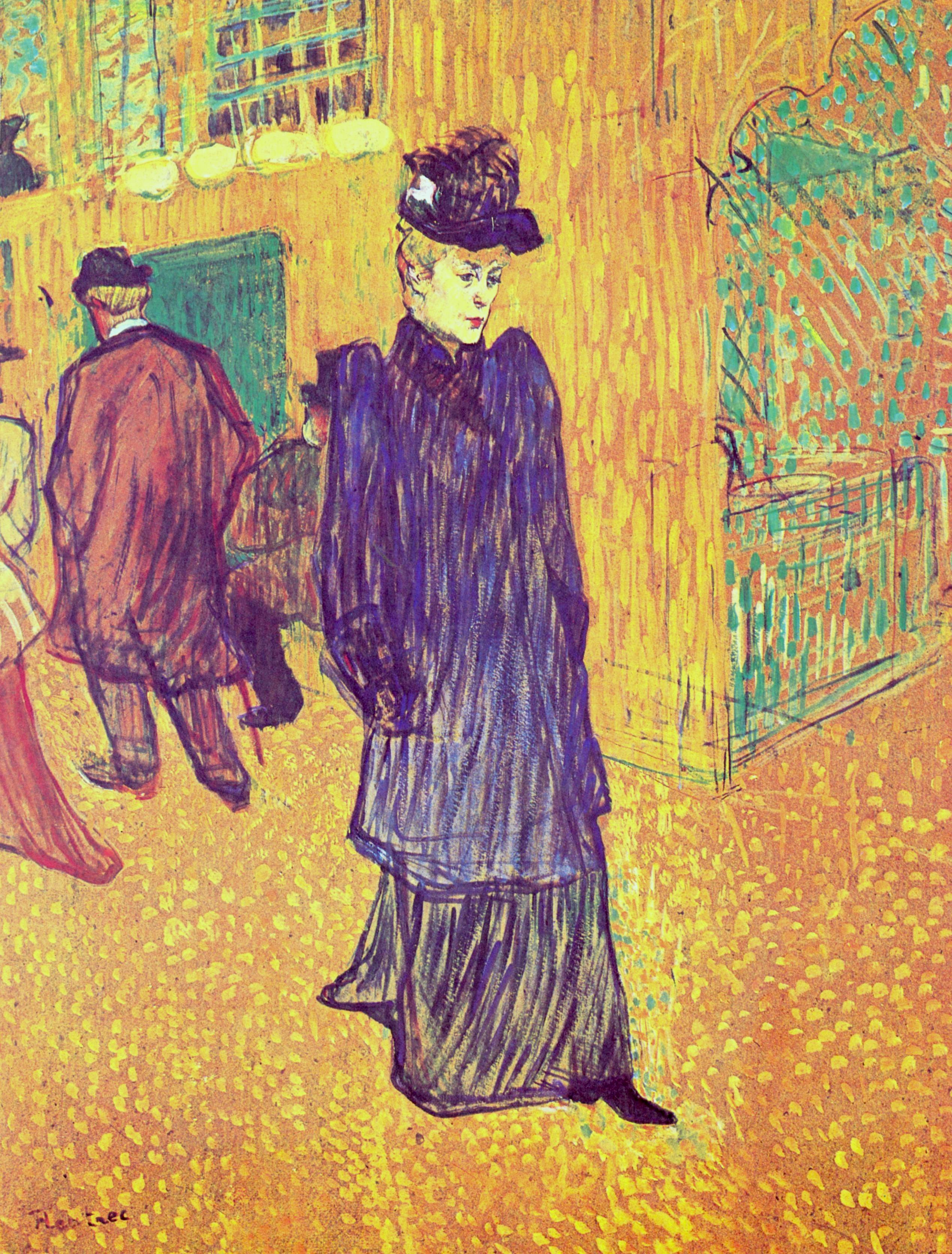
Henri de Toulouse-Lautrec, Jane Avril opuszczająca Mouline Rouge, 1893

#### Rzemiosło artystyczne
Kolekcja europejskiego rzemiosła artystycznego obejmuje około 7 000 eksponatów, z których ponad 1 300 pochodzi ze słynnej kolekcji J. Pierponta Morgana. W jej skład wchodzą starożytne wyroby ze szkła i z brązów, włoska majolika, szkło weneckie i w stylu weneckim (tzw. façon de venise), puchary z muszli łodzika, wyroby ze srebra oraz porcelana miśnieńska, wiedeńska i sewrska.
Zbiory Wadsworth Atheneum były wzbogacane latami również przez kolekcje innych hojnych darczyńców. Dzięki nim muzeum posiada dużą kolekcję ceramiki, w tym ceramiki prekolumbijskiej, chińskiej porcelany, XVIII- i XIX-wiecznej angielskiej ceramiki, porcelany secesyjnej z Berlina i Miśni oraz XIX-wiecznej porcelany sewrskiej. Z kolekcji Elizabeth B. Miles pochodzą angielskie srebra, a ze zbiorów Harolda i Wendy Newman ceramiczne lampki nocne typu veilleuses. Wśród starożytnych brązów wyróżniają się: wojownik przykryty płaszczem (starożytna Grecja), hellenistyczny biegnący jelonek, patera z uchwytem w kształcie psiej głowy i rzymska figura aktora na ołtarzu. W zbiorach muzealnych znajduje też ponad 200 antycznych wyrobów ze szkła, głównie rzymskiego. Z kolekcji majoliki uwagę zwracają dwa dużych rozmiarów wazony i dwa duże półmiski z Urbino, szopka bożonarodzeniowa z około 1500 roku i duży, ozdobny słoik, powstały w 1431 roku we Florencji. Ozdobę XVII-wiecznych gablot kolekcjonerskich stanowiły wyroby ze srebra i pozłacanego srebra, w tym oprawione muszle łodzika, jaja strusie i kość słoniowa. Wśród 36 wyrobów ze szkła europejskiego z kolekcji Morgana uwagę zwraca XVI-wieczna wenecka butelka pielgrzymia. Kolekcja porcelany niemieckiej ze zbiorów Morgana zawiera głównie wyroby z manufaktury w Miśni, w tym niezwykle rzadko spotykany komplet wazonów odlewanych w formie reliefów i naturalnej wielkości klatka dla ptaków. Francuska kolekcja porcelany to prawie 300 ważnych XVIII-wiecznych wyrobów pochodzących z Saint-Cloud, Chantilly, Vincennes i manufaktur w Sèvres. Z tej ostatniej pochodzi porcelanowy wazon, wykonany w roku 1763, należący niegdyś do Madame Pompadour.

### Kolekcja broni
Kolekcja Elizabeth Hart Jarvis Colt znalazła się w Wadsworth Atheneum w roku 1905, po jej śmierci. Kolekcja ta obejmuje amerykańskie i europejskie malarstwo i rzeźbę, meble oraz wyposażenie domu Samuela Colta, zbudowanego w roku 1857, jak również osobistą kolekcję Colta, składającą się z broni palnej, broni białej i zbroi z całego świata, zawierającą przy tym rzadkie i historyczne przedmioty podarowane mu jako prezenty przez carów, książąt i sułtanów.

### Sztuka współczesna
Od momentu swojego powstania Wadsworth Atheneum prezentowało sztukę współczesnych artystów, od Thomasa Cole'a do Andy’ego Warhola i Sola LeWitta. Kolekcja sztuki współczesnej obejmuje prace powstałe od roku 1945 do chwili obecnej z dziełami reprezentatywnymi dla takich kierunków jak ekspresjonizm abstrakcyjny, color field painting, pop-art, sztuka konceptualna i bieżących tendencji w dziedzinie malarstwa, rzeźby, fotografii i wideo. W kolekcji znajdują się prace takich artystów jak m.in.: John Baldessari, Duane Hanson, Christian Jankowski, Ellsworth Kelly, Robert Mapplethorpe, Cindy Sherman i William Wegman.

### Ubiory i tekstylia
W dziale ubiorów i tekstyliów znajduje się około 2 500 tekstyliów i 5 000 strojów i akcesoriów ze wszystkich kontynentów, obejmujących okres od czasów od koptyjskich do współczesnych, wielkości od naparstków do gobelinów. Niektóre zbiory są niepowtarzalne, jak papierowe suknie stworzone przez współczesnych artystów w roku 1936 i 1966 dla muzealnych inscenizacji Paper Ball. Kolekcję uzupełniają kostiumy Ballets Russes i serie XVII i XVIII-wiecznych gobelinów, kosze rdzennych Amerykanów i współczesne wyroby z włókna.

## Finansowanie muzeum
Wadsworth Atheneum jest instytucją finansowaną ze środków prywatnych. Koszty organizacji wystaw, edukacji dzieci i dorosłych oraz organizacji programów publicznych pokrywa z opłat wnoszonych przez swoich członków oraz przez donatorów indywidualnych i instytucjonalnych. Oferowane darczyńcom tzw. członkostwo (membership) dzieli się na kilka kategorii:

### Personal Membership
Personal Membership – członkostwo indywidualne, dzielące się na szereg podkategorii, obejmuje najważniejszą grupę osób wspierających bieżącą działalność muzeum (wystawy, programy) i umożliwiająca tym samym realizację jego misji. W zamian za wsparcie członkowie mają wolny wstęp do muzeum i Amistad Center for Art & Culture oraz na poszczególne imprezy (w zależności od kategorii członkostwa), zaproszenia na specjalnie dla nich organizowane programy, zniżkowe bilety na seanse filmowe, rabaty w przymuzealnym sklepie i kawiarni, możliwość odpisów podatkowych, itp.

### Premier Membership
Premier Memberships – członkostwo główne, również dzielące się na szereg podkategorii w zależności od wysokości datków, skierowane do hojniejszych darczyńców, oferuje dla nich elitarny dostęp do muzeum, w tym między innymi: wyłączny dostęp do kuratorów, zaproszenia na przyjęcia prywatne, prapremiery wystawiennicze, imprezy towarzyskie, wycieczkowe i edukacyjne, obsługę typu VIP service, wstęp wolny dla 2 osób do 42 muzeów sztuki połączonych umową wzajemną (North American Reciprocal Museum Association) oraz zniżki w sklepie przymuzealnym.

### Corporate Membership
Corporate Membership – członkostwo firmowe (korporacyjne), również dzielące się na szereg podkategorii w zależności od wysokości datków (od 750 USD – kategoria Friend do 20 000 USD – kategoria Leader) zapewnia dostęp do muzeum dla firm i uczestnictwo dla ich głównych menedżerów, pracowników i gości. Korzyści obejmują bezpłatny wstęp przez cały rok dla pracowników oraz możliwość bycia gospodarzem specjalnych imprez organizowanych w Muzeum. Znaczną część swojej składki mogą oni odliczyć od podatku.

### Institutional Membership
Członkostwo instytucjonalne zapewnia tani dostęp do muzeum dla studentów, pracowników i udziałowców uczelni wyższych (jak: University of Connecticut, University of Hartford, University of Saint Joseph), college'ów (Capital Community College, Manchester Community College, Trinity College), szkół (American School for the Deaf, Kingswood-Oxford School, Loomis Chaffee School), klubów i innych organizacji non-profit.

## Działalność edukacyjno-kulturalna

### Auerbach Art Library
Auerbach Art Library zajmuje obecnie trzy piętra w północnym skrzydle pierwotnego budynku. Na jej zbiory składa się 40 000 nabytych woluminów. Dodatkowo biblioteka zawiera tysiące mniejszych katalogów i broszur składowanych w gablotach pionowych. Katalog fiszkowy został skomputeryzowany w 2001 roku. W bibliotece znajdują się znaczące woluminy ze zbiorów Daniela Wadswortha, J.P. Morgana, Samuela Colta i jego małżonki, rodziny Goodwin i innych, a także około 3 000 tytułów ze zbiorów Watkinson Library. Jej zbiory uzupełniają książki urodzonego w Hartford współczesnego artysty Sola LeWitta.

#### Historia
Wizją założyciela Daniela Wadswortha było muzeum jako centrum kultury uniwersalnej, poświęconej zachowaniu i prezentacji różnorodnej wiedzy – historycznej, literackiej i artystycznej. W Wadsworth Atheneum mają swoje korzenie wszystkie większe zbiory biblioteczne miasta Hartford: Watkinson Library, Hartford Public Library, Connecticut Historical Society, Hartford Art School Library i Hartford Medical Society. Auerbach Art Library rozpoczęła swoje istnienie jako Avery Memorial Library. Jej pierwszą siedzibą był Avery Memorial Building, otwarty w 1934 roku. Biblioteka została zaprojektowana i urządzona w stylu międzynarodowym. Finansowanie i zakupy wzrosły w połowie lat 50. roku, a do lat 60. Avery Library osiągnęła swój pełny potencjał. W 1969 roku, w ramach modernizacji całego muzeum, przeniesiono 7 000 woluminów do przestronnych, nowych pomieszczeń. Wtedy też zmieniono jej nazwę na Auerbach Art Library, na cześć Beatrice Fox Auerbach, miejscowej przedsiębiorczyni i hojnej donatorki na rzecz muzeum.

#### Wyposażenie
Projekt i wyposażenie biblioteki przypominają XIX-wieczne początki Wadsworth Atheneum. W czytelni głównej znajdują się dębowe regały pochodzące z pierwotnej biblioteki Watkinsona z 1866 roku. Krzesła z drewna orzechowego są reprodukcjami ze sklepu Wallace Nutting’s Colonial Revival, a modele i obrazy statków pochodzą z Charles A. Goodwin Marine Collection.

### The Amistad Center for Art & Culture
The Amistad Center for Art & Culture założone w 1987 roku jest organizacją kulturalno-artystyczną non-profit, która posiada znaczącą kolekcję, liczącą7000 pozycji, w tym dzieła sztuki, artefakty i przedmioty pop-kultury, dokumentujące doświadczenia, środki wyrazu i historię dziedzictwa Afroamerykanów. The Amistad Center for Art & Culture mieści się w Wadsworth Atheneum Museum of Art.

#### Historia Amistad Center
W 1987 roku założono The Amistad Center (TAC), organizację non-profit typu 501 (c) 3, włączoną w skład Wadsworth Atheneum Museum of Art. Określana jako „muzeum w muzeum”, zajmuje się sztuką i kulturą Afroamerykanów oraz upowszechnianiem w społeczeństwie wiedzy na ich temat. Powstanie centrum było możliwe dzięki połączeniu wysiłków prywatnych fundacji, korporacji, kuratorów i pracowników Wadsworth Atheneum oraz stanu Connecticut w celu zakupu Randolph Linsly Simpson Collection i zapewnienia publicznego dostępu do niej. Ten wyjątkowy zbiór 6 000 dzieł sztuki, przedmiotów, dokumentów i archiwów stanowił udokumentowanie trzystu lat obecności ludności afrykańskiej w Ameryce. Bogactwo tego zbioru miało dużą wartość edukacyjną będąc świadectwem zróżnicowanej i dynamicznej kultury Ameryki. W celu zarządzania kolekcją założono Amistad Foundation. Kolekcja została umieszczona w Wadsworth Atheneum Museum of Art, najstarszym, nieprzerwanie czynnym publicznym muzeum sztuki w Stanach Zjednoczonych i zarazem pierwszym znaczącym muzeum w regionie, mającym galerię poświęconą kulturze afroamerykańskiej. W 1990 roku pod patronatem Fundacji otwarto pierwszą wystawę zatytułowaną: „Stand in the Place: Images from The Amistad Foundation's African American Collection”.
W roku 2005 Zarząd Fundacji zmienił dotychczasową nazwę na The Amistad Center for Art & Culture, aby odróżnić ją od innych organizacji, noszących podobne nazwy.

#### Kolekcja
W kolekcji znajdują się między innymi:
- kajdany i łańcuchy, metki identyfikacyjne niewolników i para krzeseł, których wykonanie przypisywane jest niewolnikom;
- historyczne zdjęcia;
- umowy dotyczące niewolników;
- książki i rękopisy, mapy i druki akcydensowe, w tym arkusze zadrukowane jednostronnie;
- Harper's Weekly i gazety Franka Lesliego;
- litografie firmy Currier i Ives;
- karykatury polityczne;
- obrazy i rzeźby przedstawiające życie codzienne niewolników.

Kolekcja przedstawia genezę i rozwój niewolnictwa, opór czarnej ludności i abolicjonizm, wojnę secesyjną i odbudowę państwa, emancypację i życie codzienne niewolników, ruch praw obywatelskich, i wiele innych tematów, dotyczących kwestii niewolnictwa w ciągu ostatnich 300 lat historii Ameryki. W kolekcji są także historie wielu artystycznych, literackich i politycznych postaci amerykańskiej historii, jak: John Brown i Abraham Lincoln, przedstawiony na obrazie Davida Bustilla Bowsera i w rzeźbie Lincoln i niewolnik dłuta Richmonda Barthé. Kolekcja obejmuje również ponad 2 000 zdjęć z końca XIX i początku XX wieku, obrazujących życie niewolników, erę odbudowy z przełomu stuleci oraz informacje i zdjęcia dotyczące działalności ruchu na rzecz praw obywatelskich Afroamerykanów. Uzupełnia je zbiór fotografii Williama Andersona oraz obrazy i grafiki takich artystów, jak: Hale Woodruff, Romare Bearden, Jacob Lawrence, Herbert Gentry i prace artystki ludowej z Connecticut, Ellis Ruley.

### Programy dla szkół i uczelni
W celu popularyzacji wiedzy na temat kultury i sztuki w społeczeństwie muzeum oferuje szereg programów (School Programs) skierowanych do uczniów i studentów. Ich realizacja dokonuje się poprzez dyskusję i wycieczki z przewodnikiem mające na celu zaangażowanie uczniów w aktywną wymianę myśli na temat sztuki, kultury i osobistych doświadczeń. Studenci uczą się między innymi jak patrzeć i interpretować dzieła sztuki obecne w kolekcji stałej i na wystawach. Wycieczki łączą sztuki wizualne z różnymi programami edukacyjnymi, w tym sztukę czytania i pisania, historię, naukę, badania społeczne i sztuki plastyczne.
Podobne programy (Teacher Programs) skierowane są również do nauczycieli i wykładowców.